# Liga Europa Conferencia de la UEFA 2021-22
La Liga Europa Conferencia de la UEFA 2021-22 fue la 1.a edición de la Liga Europa Conferencia de la UEFA, la competición internacional terciaria de fútbol a nivel de clubes en Europa organizada por la UEFA.
La final se jugó en el Arena Kombëtare de la ciudad de Tirana (Albania) el día 25 de mayo de 2022. El campeón A. S. Roma se clasificó directamente para la Liga Europa de la UEFA 2022-23.

## Calendario
| Fase                | Ronda             | Fecha de sorteo         | Ida                                                       | Vuelta                                                    |
| ------------------- | ----------------- | ----------------------- | --------------------------------------------------------- | --------------------------------------------------------- |
| Fase clasificatoria | Primera ronda     | 15 de junio de 2021     | 6 y 8 de julio de 2021                                    | 15 de julio de 2021                                       |
| Fase clasificatoria | Segunda ronda     | 16 de junio de 2021     | 22 de julio de 2021                                       | 29 de julio de 2021                                       |
| Fase clasificatoria | Tercera ronda     | 19 de julio de 2021     | 5 de agosto de 2021                                       | 12 de agosto de 2021                                      |
| Fase clasificatoria | Ronda de play-off | 2 de agosto de 2021     | 19 de agosto de 2021                                      | 26 de agosto de 2021                                      |
| Fase de grupos      | Jornada 1         | 27 de agosto de 2021    | 16 de septiembre de 2021                                  | 16 de septiembre de 2021                                  |
| Fase de grupos      | Jornada 2         | 27 de agosto de 2021    | 30 de septiembre de 2021                                  | 30 de septiembre de 2021                                  |
| Fase de grupos      | Jornada 3         | 27 de agosto de 2021    | 21 de octubre de 2021                                     | 21 de octubre de 2021                                     |
| Fase de grupos      | Jornada 4         | 27 de agosto de 2021    | 4 de noviembre de 2021                                    | 4 de noviembre de 2021                                    |
| Fase de grupos      | Jornada 5         | 27 de agosto de 2021    | 25 de noviembre de 2021                                   | 25 de noviembre de 2021                                   |
| Fase de grupos      | Jornada 6         | 27 de agosto de 2021    | 9 de diciembre de 2021                                    | 9 de diciembre de 2021                                    |
| Fase eliminatoria   | Ronda preliminar  | 13 de diciembre de 2021 | 17 de febrero de 2022                                     | 24 de febrero de 2022                                     |
| Fase eliminatoria   | Octavos de final  | 25 de febrero de 2022   | 10 de marzo de 2022                                       | 17 de marzo de 2022                                       |
| Fase eliminatoria   | Cuartos de final  | 18 de marzo de 2022     | 7 de abril de 2022                                        | 14 de abril de 2022                                       |
| Fase eliminatoria   | Semifinales       | 18 de marzo de 2022     | 28 de abril de 2022                                       | 5 de mayo de 2022                                         |
| Fase eliminatoria   | Final             | 18 de marzo de 2022     | 25 de mayo de 2022 en el Arena Kombëtare, Tirana, Albania | 25 de mayo de 2022 en el Arena Kombëtare, Tirana, Albania |

## Asignación
Al igual que en la  Liga de Campeones de la UEFA, la clasificación para la Liga Europa Conferencia de la UEFA se dividirá en dos "rutas": Ruta de Campeones y Ruta de Liga. Sin embargo, a diferencia de la Liga de Campeones, la Ruta de Campeones solo será disputada por los equipos que hayan perdido partidos de clasificación en la Liga de Campeones y, por lo tanto, han sido relegados directamente a la Liga Conferencia de la UEFA.
La clasificación para la Ruta de Liga se basa en el criterio estándar de coeficiente de la UEFA común a los torneos de la UEFA. Cada asociación tendrá tres participantes, a excepción de:
- Las asociaciones 1–5, que solo tendrán un participante
- Las asociaciones 6–16 y 51–55, que tendrán dos participantes
- Las asociaciones 17–50, que tendrán 3 participantes.
- Liechtenstein no tiene una liga nacional y, por lo tanto, solo deberá presentar el ganador de la Copa de Liechtenstein.

Basándose en esta reorganización del fútbol de la UEFA, ninguna asociación se beneficiará de más plazas para el fútbol continental que las que tenían antes del ciclo de competición 2021–24, siendo el torneo esencialmente las asociaciones más bajas del torneo de la Europa League anterior, pero dividido en un torneo secundario.

### Clasificación de la asociación
Para la Liga Conferencia 2021-22, a las asociaciones se les asignan plazas de acuerdo con sus coeficientes de país de la UEFA 2020, que toma en cuenta su desempeño en las competiciones europeas de 2015-16 a 2019-20.
Además de la asignación basada en los coeficientes del país, las asociaciones pueden tener equipos adicionales participando en la Liga Conferencia, como se indica a continuación:
| Clasif. | Asociación      | Coef.   | Equipos | Notas    |
| ------- | --------------- | ------- | ------- | -------- |
| 1       | España          | 102.283 | 1       | -1 (UCL) |
| 2       | Inglaterra      | 90.462  | 1       | +1 (UEL) |
| 3       | Alemania        | 74.784  | 1       |          |
| 4       | Italia          | 70.653  | 1       |          |
| 5       | Francia         | 59.248  | 1       | +1 (UEL) |
| 6       | Portugal        | 49.449  | 2       |          |
| 7       | Rusia           | 45.549  | 2       |          |
| 8       | Bélgica         | 37.900  | 2       |          |
| 9       | Ucrania         | 36.100  | 2       | +1 (UEL) |
| 10      | Países Bajos    | 35.750  | 2       | +2 (UEL) |
| 11      | Turquía         | 33.600  | 2       | +1 (UEL) |
| 12      | Austria         | 32.925  | 2       | +1 (UEL) |
| 13      | Dinamarca       | 29.250  | 2       | +2 (UEL) |
| 14      | Escocia         | 27.875  | 2       | +2 (UEL) |
| 15      | República Checa | 27.300  | 2       | +3 (UEL) |
| 16      | Chipre          | 26.750  | 2       | +1 (UEL) |
| 17      | Suiza           | 26.400  | 3       |          |
| 18      | Grecia          | 26.300  | 3       |          |
| 19      | Serbia          | 25.500  | 3       |          |

| Clasif. | Asociación    | Coef.  | Equipos | Notas    |
| ------- | ------------- | ------ | ------- | -------- |
| 20      | Croacia       | 24.875 | 3       |          |
| 21      | Suecia        | 22.750 | 3       |          |
| 22      | Noruega       | 21.750 | 3       | +1 (UCL) |
| 23      | Israel        | 19.625 | 3       | +1 (UCL) |
| 24      | Kazajistán    | 19.250 | 3       | +1 (UEL) |
| 25      | Bielorrusia   | 18.875 | 3       | +1 (UCL) |
| 26      | Azerbaiyán    | 18.750 | 3       | +1 (UEL) |
| 27      | Bulgaria      | 17.375 | 3       |          |
| 28      | Rumania       | 16.700 | 3       | +1 (UEL) |
| 29      | Polonia       | 16.625 | 3       |          |
| 30      | Eslovaquia    | 15.875 | 3       | +1 (UEL) |
| 31      | Liechtenstein | 13.500 | 1       |          |
| 32      | Eslovenia     | 13.000 | 3       | +1 (UEL) |
| 33      | Hungría       | 12.875 | 3       |          |
| 34      | Luxemburgo    | 8.000  | 3       | +1 (UCL) |
| 35      | Lituania      | 7.875  | 3       | +1 (UEL) |
| 36      | Armenia       | 7.625  | 3       | +1 (UEL) |
| 37      | Letonia       | 7.625  | 3       | +1 (UCL) |

| Clasif. | Asociación           | Coef. | Equipos | Notas    |
| ------- | -------------------- | ----- | ------- | -------- |
| 38      | Albania              | 7.375 | 3       | +1 (UCL) |
| 39      | Macedonia del Norte  | 7.375 | 3       | +1 (UCL) |
| 40      | Bosnia y Herzegovina | 6.875 | 3       | +1 (UCL) |
| 41      | Moldavia             | 6.750 | 3       |          |
| 42      | Irlanda              | 6.700 | 3       | +1 (UCL) |
| 43      | Finlandia            | 6.500 | 3       | +1 (UEL) |
| 44      | Georgia              | 5.750 | 3       | +1 (UCL) |
| 45      | Malta                | 5.750 | 3       | +1 (UCL) |
| 46      | Islandia             | 5.375 | 3       | +1 (UCL) |
| 47      | Gales                | 5.000 | 3       | +1 (UCL) |
| 48      | Irlanda del Norte    | 4.875 | 3       | +1 (UCL) |
| 49      | Gibraltar            | 4.750 | 3       | +1 (UEL) |
| 50      | Montenegro           | 4.375 | 3       | +1 (UCL) |
| 51      | Estonia              | 4.375 | 2       | +1 (UEL) |
| 52      | Kosovo               | 4.000 | 2       | +1 (UCL) |
| 53      | Islas Feroe          | 3.750 | 2       | +1 (UCL) |
| 54      | Andorra              | 2.831 | 2       | +1 (UCL) |
| 55      | San Marino           | 0.666 | 2       | +1 (UCL) |

### Distribución
Los equipos accederán de acuerdo a la lista de acceso.
|                                                       |                                                       | Equipos que entran en esta fase | Equipos que provienen de la fase anterior                                                                               | Equipos transferidos de la Liga de Campeones                                                                                             | Equipos transferidos de la Liga Europa                                                      |
| ----------------------------------------------------- | ----------------------------------------------------- | --- | --- | --- | ------------------------------------------------------------------------------------------- |
| Primera Ronda Clasificatoria (66 equipos)             | Primera Ronda Clasificatoria (66 equipos)             | - 20 ganadores de copa nacionales de asociaciones 36–55 - 25 subcampeones de las asociaciones 30–55 (excepto Liechtenstein) - 21 equipos clasificados en tercer lugar de la liga doméstica de asociaciones 29–50 (excepto Liechtenstein)                                          | | |                                                                                             |
| Segunda Ronda Clasificatoria (108 equipos)            | Ruta de Campeones (18 equipos)                        | | | - 3 perdedores de la Ronda Preliminar de la Liga de Campeones - 15 perdedores de la Primera ronda clasificatoria de la Liga de Campeones |                                                                                             |
| Segunda Ronda Clasificatoria (108 equipos)            | Ruta de Liga (90 equipos)                             | - 17 ganadores de copa nacionales de asociaciones 19–35 - 14 subcampeones de la liga nacional de las asociaciones 16–29 - 16 equipos en tercer lugar de las asociaciones 13–28 - 9 equipos en cuarto lugar de las asociaciones 7–15 - 1 equipo en quinto lugar de la asociación 6 | - 33 ganadores de la Primera Ronda Clasificatoria                                                                       | |                                                                                             |
| Tercera Ronda Clasificatoria (64 equipos)             | Ruta de Campeones (10 equipos)                        | | - 9 ganadores de la Ruta de Campeones de la Segunda ronda clasificatoria                                                | - 1 perdedor de la Primera ronda clasificatoria de la Liga de Campeones                                                                  |                                                                                             |
| Tercera Ronda Clasificatoria (64 equipos)             | Ruta de Liga (54 equipos)                             | - 2 ganadores de copa nacionales de asociaciones 17–18 - 6 equipos en tercer lugar de las asociaciones 7–12 - 1 equipo en cuarto lugar de la asociación 6 | - 45 ganadores de la Ruta de Liga de la Segunda ronda clasificatoria                                                    | |                                                                                             |
| Ronda de Play-Off (44 equipos)                        | Ruta de Campeones (10 equipos)                        | | - 5 ganadores de la Ruta de Campeones de la Tercera ronda clasificatoria                                                | | - 5 perdedores de la Ruta de Campeones de la Tercera ronda clasificatoria de la Liga Europa |
| Ronda de Play-Off (44 equipos)                        | Ruta de Liga (34 equipos)                             | - 1 equipo en quinto lugar de la asociación 5 - 3 equipos en sexto lugar de las asociaciones 1–4 (excepto España) | - 27 ganadores de la Ruta de Liga de la Tercera ronda clasificatoria                                                    | | - 3 perdedores de la Ruta de Liga de la Tercera ronda clasificatoria de la Liga Europa      |
| Fase de Grupos (32 equipos)                           | Fase de Grupos (32 equipos)                           | | - 5 ganadores de la Ruta de Campeones de la Ronda de Play-Off - 17 ganadores de la Ruta de Liga de la Ronda de Play-Off | | - 10 perdedores de la Ronda de Play-Off de la Liga Europa                                   |
| Ronda Preliminar de la Fase Eliminatoria (16 equipos) | Ronda Preliminar de la Fase Eliminatoria (16 equipos) | | - 8 subcampeones de la Fase de grupos                                                                                   | | - 8 equipos clasificados en tercer lugar de la Fase de grupos de la Liga Europa             |
| Fase Eliminatoria (16 equipos)                        | Fase Eliminatoria (16 equipos)                        | | - 8 ganadores de la Fase de grupos - 8 ganadores de la Ronda Preliminar de la Fase Eliminatoria                         | |                                                                                             |

## Equipos
- CC: Campeón de copa
- CCL: Campeón de Copa de la Liga
- TR: Ganador de temporada regular
- PO: Ganador de Play-Off
- LC: Procedente de la Liga de Campeones
  - 1R: Perdedor de la Primera ronda previa
  - RP: Perdedor de la Ronda preliminar
- EL: Procedente de la Liga Europa
  - FG: Tercero en Fase de grupos
  - PO: Perdedor de la Ronda de Play-Off
  - 3R: Perdedor de la Tercera ronda previa

| Ronda Preliminar de la Fase Eliminatoria | Ronda Preliminar de la Fase Eliminatoria | Ronda Preliminar de la Fase Eliminatoria | Ronda Preliminar de la Fase Eliminatoria |
| ---------------------------------------- | ---------------------------------------- | ---------------------------------------- | ---------------------------------------- |
| Sparta Praga (EL FG)                     | Leicester City (EL FG)                   | Olympique Marsella (EL FG)               | Celtic (EL FG)                           |
| PSV (EL FG)                              | Fenerbahçe (EL FG)                       | Midtjylland (EL FG)                      | Rapid Viena (EL FG)                      |
| Fase de grupos                           |                                          |                                          |                                          |
| Randers (EL PO)                          | HJK (EL PO)                              | Slovan Bratislava (EL PO)                | CFR Cluj (EL PO)                         |
| Zoryá Lugansk (EL PO)                    | Mura (EL PO)                             | Alashkert (EL PO)                        |                                          |
| AZ Alkmaar (EL PO)                       | Omonia Nicosia (EL PO)                   | Slavia Praga (EL PO)                     |                                          |
| Ronda de Play-Off                        |                                          |                                          |                                          |
| Ruta de Campeones                        | Ruta de Campeones                        | Ruta de Liga                             | Ruta de Liga                             |
| Flora (EL 3R)                            | Neftçi Bakú (EL 3R)                      | Tottenham Hotspur (7.º)                  | Jablonec (EL 3R)                         |
| Žalgiris (EL 3R)                         |                                          | Unión Berlín (7.º)                       | Anorthosis Famagusta (EL 3R)             |
| Kairat (EL 3R)                           | Roma (7.º)                               | St. Johnstone (EL 3R)                    |                                          |
| Lincoln Red Imps (EL 3R)                 | Stade Rennes (6.º)                       |                                          |                                          |
| Tercera ronda clasificatoria             |                                          |                                          |                                          |
| Ruta de Campeones                        | Ruta de Liga                             | Ruta de Liga                             | Ruta de Liga                             |
| Shamrock Rovers (LC 1R)                  | Paços de Ferreira (5.º)                  | Kolos Kovalivka (4.º)                    | LASK (4.º)                               |
|                                          | Rubin Kazán (4.º)                        | Vitesse (4.º)                            | Lucerna (CC)                             |
| Anderlecht (4.º)                         | Trabzonspor (4.º)                        | PAOK Salónica (CC)                       |                                          |
| Segunda ronda clasificatoria             |                                          |                                          |                                          |
| Ruta de Campeones                        | Ruta de Liga                             | Ruta de Liga                             | Ruta de Liga                             |
| Fola Esch (LC 1R)                        | Santa Clara (6.º)                        | Partizan (2.º)                           | Torpedo Zhodino (3.º)                    |
| Riga (LC 1R)                             | Sochi (5.º)                              | Čukarički (3.º)                          | Dinamo Brest (4.º)                       |
| Bodø/Glimt (LC 1R)                       | Gent (5°)                                | Vojvodina (4.º)                          | Keshla (CC)                              |
| Connah's Quay Nomads (LC 1R)             | Vorskla Poltava (5.º)                    | Osijek (2.º)                             | Qarabağ (2.º)                            |
| Budućnost (LC 1R)                        | Feyenoord (PO)                           | Rijeka (3.º)                             | Sumgayit (3.º)                           |
| Borac (LC 1R)                            | Sivasspor (5.º)                          | Hajduk Split (4.º)                       | CSKA Sofía (CC)                          |
| Shkëndija (LC 1R)                        | Austria Viena (PO)                       | Hammarby (CC)                            | Lokomotiv Plovdiv (2.º)                  |
| Teuta (LC 1R)                            | Copenhague (3.º)                         | Elfsborg (2.º)                           | Arda (PO)                                |
| Dinamo Tbilisi (LC 1R)                   | Aarhus (PO)                              | Häcken (3.º)                             | Universitatea Craiova (CC)               |
| Maccabi Haifa (LC 1R)                    | Hibernian (3.º)                          | Molde (2.º)                              | FCSB (2.º)                               |
| Shakhtyor Soligorsk (LC 1R)              | Aberdeen (4.º)                           | Vålerenga (3.º)                          | Sepsi (PO)                               |
| Pristina (LC 1R)                         | Slovácko (4.º)                           | Rosenborg (4.º)                          | Raków Częstochowa (CC)                   |
| Linfield (LC 1R)                         | Viktoria Plzeň (5.º)                     | Maccabi Tel Aviv (CC)                    | Pogoń Szczecin (3.º)                     |
| Hibernians (LC 1R)                       | Apollon Limassol (2.º)                   | Ashdod (3.º)                             | Dunajská Streda (2.º)                    |
| Valur (LC 1R)                            | AEL Limassol (3.º)                       | Hapoel Be'er Sheva (4.º)                 | Vaduz (CC)                               |
| Inter Club d'Escaldes (LC RP)            | Basilea (2.º)                            | Tobol (2.º)                              | Olimpija Ljubljana (CC)                  |
| Folgore (LC RP)                          | Servette (3.º)                           | Astana (3.º)                             | Újpest (CC)                              |
| HB (LC RP)                               | Aris Salónica (3.º)                      | Shakhter Karagandy (4.º)                 | F91 Dudelange (2.º)                      |
|                                          | AEK Atenas (4.º)                         | BATE Borisov (CC)                        | Panevėžys (CC)                           |
| Primera ronda clasificatoria             |                                          |                                          |                                          |
| Śląsk Wrocław (4.º)                      | Vllaznia (CC)                            | Honka (4.º)                              | St. Joseph's (3.º)                       |
| Spartak Trnava (3.º)                     | Partizani (3.º)                          | Gagra (CC)                               | Mons Calpe (4.º)                         |
| Žilina (PO)                              | Laçi (4.º)                               | Dinamo Batumi (2.º)                      | Sutjeska (2.º)                           |
| Maribor (2.º)                            | Sileks (CC)                              | Dila Gori (3.º)                          | Dečić (3.º)                              |
| Domžale (4.º)                            | Shkupi (2.º)                             | Gzira United (3.º)                       | Podgorica (4.º)                          |
| Puskás Akadémia (2.º)                    | Struga (3.º)                             | Birkirkara (4.º)                         | Levadia (CC)                             |
| Fehérvár (3.º)                           | Sarajevo (CC)                            | Mosta (6.º)                              | Paide Linnameeskond (2.º)                |
| Swift Hesperange (3.º)                   | Velež Mostar (3.º)                       | FH (2.º)                                 | Llapi (CC)                               |
| Racing Union (4.º)                       | Široki Brijeg (4.º)                      | Stjarnan (3.º)                           | Drita (2.º)                              |
| Sūduva (2.º)                             | Sfîntul Gheorghe (CC)                    | Breiðablik (4.º)                         | NSÍ (2.º)                                |
| Kauno Žalgiris (3.º)                     | Petrocub-Hîncești (2.º)                  | The New Saints (2.º)                     | KÍ (3.º)                                 |
| Ararat (CC)                              | Milsami Orhei (3.º)                      | Bala Town (3.º)                          | Sant Juliá (CC)                          |
| Noah (2.º)                               | Dundalk (CC)                             | Newtown (PO)                             | Santa Coloma (3.º)                       |
| Urartu (3.º)                             | Bohemian (2.º)                           | Coleraine (2.º)                          | La Fiorita (CC)                          |
| Liepāja (CC)                             | Sligo Rovers (4.º)                       | Glentoran (3.º)                          | Tre Penne (3.º)                          |
| RFS (2.º)                                | Inter Turku (2.º)                        | Larne (PO)                               |                                          |
| Valmieras (3.º)                          | KuPS (3.º)                               | Europa (2.º)                             |                                          |

1. 1 2 3  Malta (MLT): La Premier League de Malta 2020-21 y el Trofeo FA de Malta 2020-21 se cancelaron debido a la pandemia de COVID-19 en Malta. Originalmente, los equipos de la liga en segundo, tercer y cuarto lugar en el momento del abandono, Hibernians, Gżira United y Birkirkara, fueron seleccionados para jugar en la Liga Europa Conferencia de la UEFA 2021-22 por la Asociación de Fútbol de Malta. Sin embargo, los Ħamrun Spartans que fueron declarados campeones fueron posteriormente excluidos de las competiciones europeas por amaño de partidos. Como resultado, los Hibernians fueron promovidos a la Liga de Campeones 2021-22 y Mosta, el sexto equipo clasificado, fue seleccionado para jugar en la Liga Europa Conferencia de la UEFA, ya que el Sliema Wanderers, el quinto clasificado, no pudo obtener una licencia UEFA.[5][6][7]

## Fase clasificatoria

### Primera ronda clasificatoria
Se espera que un total de 66 equipos jueguen en la primera ronda de clasificación, todos entran en esta ronda.
| Equipo 1            | Agr.           | Equipo 2          | Ida | Vuelta |
| ------------------- | -------------- | ----------------- | --- | ------ |
| Levadia             | 4–2            | St. Joseph's      | 3–1 | 1–1    |
| Inter Turku         | 1–3            | Puskás Akadémia   | 1–1 | 0–2    |
| Drita               | 3–1            | Dečić             | 2–1 | 1–0    |
| Sūduva              | 2–1            | Valmiera          | 2–1 | 0–0    |
| Birkirkara          | 2–1            | La Fiorita        | 1–0 | 1–1    |
| Mons Calpe          | 1–5            | Santa Coloma      | 1–1 | 0–4    |
| Velež Mostar        | 4–2            | Coleraine         | 2–1 | 2–1    |
| Domžale             | 2–1            | Swift Hesperange  | 1–0 | 1–1    |
| Shkupi              | 3–1            | Llapi             | 2–0 | 1–1    |
| Tre Penne           | 0–7            | Dinamo Batumi     | 0–4 | 0–3    |
| Partizani           | 8–4            | Sfîntul Gheorghe  | 5–2 | 3–2    |
| Maribor             | 2–0            | Urartu            | 1–0 | 1–0    |
| Podgorica           | 1–3 (t. s.)    | Laçi              | 1–0 | 0–3    |
| Milsami Orhei       | 1–0            | Sarajevo          | 0–0 | 1–0    |
| Noah                | 1–5            | KuPS              | 1–0 | 0–5    |
| Žilina              | 6–3            | Dila Gori         | 5–1 | 1–2    |
| FH                  | 3–1            | Sligo Rovers      | 1–0 | 2–1    |
| Paide Linnameeskond | 1–4            | Śląsk Wrocław     | 1–2 | 0–2    |
| RFS                 | 6–5 (t. s.)    | KÍ                | 2–3 | 4–2    |
| Bala Town           | 0–2            | Larne             | 0–1 | 0–1    |
| Fehérvár            | 1–3            | Ararat            | 1–1 | 0–2    |
| Sutjeska            | 2–1            | Gagra             | 1–0 | 1–1    |
| Sileks              | 1–2            | Petrocub-Hîncești | 1–1 | 0–1    |
| Široki Brijeg       | 3–4            | Vllaznia          | 3–1 | 0–3    |
| Stjarnan            | 1–4            | Bohemian          | 1–1 | 0–3    |
| Glentoran           | 1–3            | The New Saints    | 1–1 | 0–2    |
| Sant Julià          | 1–1 (3:5 pen.) | Gzira United      | 0–0 | 1–1    |
| Europa              | 0–2            | Kauno Žalgiris    | 0–0 | 0–2    |
| Dundalk             | 5–0            | Newtown           | 4–0 | 1–0    |
| Mosta               | 3–4            | Spartak Trnava    | 3–2 | 0–2    |
| Liepāja             | 5–2            | Struga            | 1–1 | 4–1    |
| Racing Union        | 2–5            | Breiðablik        | 2–3 | 0–2    |
| Honka               | 3–1            | NSÍ               | 0–0 | 3–1    |

### Segunda ronda clasificatoria
La segunda ronda de clasificación se divide en dos secciones separadas: Ruta de Campeones (para los campeones de la liga) y Ruta de Liga (para los ganadores de la copa y los no campeones de la liga). Se espera que un total de 108 equipos jueguen en la segunda ronda de clasificación.
| Equipo 1            | Agr.        | Equipo 2              | Ida | Vuelta |
| ------------------- | ----------- | --------------------- | --- | ------ |
| Teuta               | 3–2 (t. s.) | Inter Club d'Escaldes | 0–2 | 3–0    |
| Riga                | 3–0         | Shkëndija             | 2–0 | 1–0    |
| Dinamo Tbilisi      | 2–7         | Maccabi Haifa         | 1–2 | 1–5    |
| HB                  | 6–0         | Budućnost             | 4–0 | 2–0    |
| Linfield            | 4–0         | Borac                 | 4–0 | 0–0    |
| Shakhtyor Soligorsk | 1–3         | Fola Esch             | 1–2 | 0–1    |
| Folgore             | 3–7         | Hibernians            | 1–3 | 2–4    |
| Pristina            | 6–5         | Connah's Quay Nomads  | 4–1 | 2–4    |
| Valur               | 0–6         | Bodø/Glimt            | 0–3 | 0–3    |

| Equipo 1           | Agr.           | Equipo 2              | Ida | Vuelta |
| ------------------ | -------------- | --------------------- | --- | ------ |
| KuPS               | 5–4 (t. s.)    | Vorskla Poltava       | 2–2 | 3–2    |
| FCSB               | 2–2 (3:5 pen.) | Shakhter Karagandy    | 1–0 | 1–2    |
| Arda               | 0–6            | Hapoel Be'er Sheva    | 0–2 | 0–4    |
| Apollon Limassol   | 3–5            | Žilina                | 1–3 | 2–2    |
| Čukarički          | 2–0            | Sumgayit              | 0–0 | 2–0    |
| Sutjeska           | 1–3            | Maccabi Tel Aviv      | 0–0 | 1–3    |
| Astana             | 3–2 (t. s.)    | Aris Salónica         | 2–0 | 1–2    |
| Petrocub-Hîncești  | 0–2            | Sivasspor             | 0–1 | 0–1    |
| AEL Limassol       | 2–0            | Vllaznia              | 1–0 | 1–0    |
| Sochi              | 7–2            | Keshla                | 3–0 | 4–2    |
| Elfsborg           | 9–0            | Milsami Orhei         | 4–0 | 5–0    |
| RFS                | 5–0            | Puskás Akadémia       | 3–0 | 2–0    |
| Dinamo Batumi      | 4–2            | BATE Borisov          | 0–1 | 4–1    |
| Partizan           | 3–0            | Dunajská Streda       | 1–0 | 2–0    |
| Dundalk            | 4–3            | Levadia               | 2–2 | 2–1    |
| Gzira United       | 0–3            | Rijeka                | 0–2 | 0–1    |
| Viktoria Plzeň     | 4–2            | Dinamo Brest          | 2–1 | 2–1    |
| Kauno Žalgiris     | 1–10           | The New Saints        | 0–5 | 1–5    |
| Domžale            | 2–1            | Honka                 | 1–1 | 1–0    |
| CSKA Sofía         | 0–0 (3:1 pen.) | Liepāja               | 0–0 | 0–0    |
| Shkupi             | 0–5            | Santa Clara           | 0–3 | 0–2    |
| Hibernian          | 5–1            | Santa Coloma          | 3–0 | 2–1    |
| Larne              | 3–2            | Aarhus                | 2–1 | 1–1    |
| Gent               | 4–2            | Vålerenga             | 4–0 | 0–2    |
| F91 Dudelange      | 0–4            | Bohemian              | 0–1 | 0–3    |
| Velež Mostar       | 2–2 (3:2 pen.) | AEK Atenas            | 2–1 | 0–1    |
| Qarabağ            | 1–0            | Ashdod                | 0–0 | 1–0    |
| Lokomotiv Plovdiv  | 1–1 (3:2 pen.) | Slovácko              | 1–0 | 0–1    |
| Ararat             | 5–7            | Śląsk Wrocław         | 2–4 | 3–3    |
| Laçi               | 1–0            | Universitatea Craiova | 1–0 | 0–0    |
| Drita              | 2–3            | Feyenoord             | 0–0 | 2–3    |
| Basilea            | 5–0            | Partizani             | 3–0 | 2–0    |
| Pogoń Szczecin     | 0–1            | Osijek                | 0–0 | 0–1    |
| Austria Viena      | 2–3            | Breiðablik            | 1–1 | 1–2    |
| Olimpija Ljubljana | 1–1 (5:4 pen.) | Birkirkara            | 1–0 | 0–1    |
| Hammarby           | 4–1            | Maribor               | 3–1 | 1–0    |
| Molde              | 3–2            | Servette              | 3–0 | 0–2    |
| Újpest             | 5–2            | Vaduz                 | 2–1 | 3–1    |
| Sūduva             | 0–0 (3:4 pen.) | Raków Częstochowa     | 0–0 | 0–0    |
| Spartak Trnava     | 1–1 (4:3 pen.) | Sepsi                 | 0–0 | 1–1    |
| FH                 | 1–6            | Rosenborg             | 0–2 | 1–4    |
| Copenhague         | 9–1            | Torpedo Zhodino       | 4–1 | 5–0    |
| Panevėžys          | 0–2            | Vojvodina             | 0–1 | 0–1    |
| Hajduk Split       | 3–4 (t. s.)    | Tobol                 | 2–0 | 1–4    |
| Aberdeen           | 5–3            | Häcken                | 5–1 | 0–2    |

### Tercera ronda clasificatoria
La tercera ronda de clasificación se divide en dos secciones separadas: Ruta de Campeones (para los campeones de la liga) y Ruta de Liga (para los ganadores de la copa y los no campeones de la liga). Se espera que un total de 64 equipos jueguen en la tercera ronda de clasificación.
| Equipo 1        | Agr.        | Equipo 2   | Ida | Vuelta |
| --------------- | ----------- | ---------- | --- | ------ |
| Maccabi Haifa   | 7–3         | HB         | 7–2 | 0–1    |
| Linfield        | 2–4         | Fola Esch  | 1–2 | 1–2    |
| Shamrock Rovers | 3–0         | Teuta      | 1–0 | 2–0    |
| Riga            | 4–2 (t. s.) | Hibernians | 0–1 | 4–1    |
| Pristina        | 2–3         | Bodø/Glimt | 2–1 | 0–2    |

| Equipo 1          | Agr.           | Equipo 2           | Ida | Vuelta |
| ----------------- | -------------- | ------------------ | --- | ------ |
| Dinamo Batumi     | 2–3 (t. s.)    | Sivasspor          | 1–2 | 1–1    |
| KuPS              | 5–4            | Astana             | 1–1 | 4–3    |
| Sochi             | 3–3 (2:4 pen.) | Partizan           | 1–1 | 2–2    |
| Śląsk Wrocław     | 2–5            | Hapoel Be'er Sheva | 2–1 | 0–4    |
| Santa Clara       | 3–0            | Olimpija Ljubljana | 2–0 | 1–0    |
| Újpest            | 1–6            | Basilea            | 1–2 | 0–4    |
| Kolos Kovalivka   | 0–0 (1:3 pen.) | Shakhter Karagandy | 0–0 | 0–0    |
| Elfsborg          | 5–2            | Velež Mostar       | 1–1 | 4–1    |
| Paços de Ferreira | 4–1            | Larne              | 4–0 | 0–1    |
| Lucerna           | 0–6            | Feyenoord          | 0–3 | 0–3    |
| Gent              | 3–2            | RFS                | 2–2 | 1–0    |
| Hibernian         | 2–5            | Rijeka             | 1–1 | 1–4    |
| Breiðablik        | 3–5            | Aberdeen           | 2–3 | 1–2    |
| Trabzonspor       | 4–4 (4:3 pen.) | Molde              | 3–3 | 1–1    |
| Bohemian          | 2–3            | PAOK               | 2–1 | 0–2    |
| The New Saints    | 5–5 (1:4 pen.) | Viktoria Plzeň     | 4–2 | 1–3    |
| Raków Częstochowa | 1–0 (t. s.)    | Rubin Kazán        | 0–0 | 1–0    |
| Lokomotiv Plovdiv | 3–5            | Copenhague         | 1–1 | 2–4    |
| Čukarički         | 4–6            | Hammarby           | 3–1 | 1–5    |
| Tobol             | 0–6            | Žilina             | 0–1 | 0–5    |
| CSKA Sofía        | 5–3            | Osijek             | 4–2 | 1–1    |
| Vojvodina         | 1–7            | LASK               | 0–1 | 1–6    |
| AEL Limassol      | 1–2            | Qarabağ            | 1–1 | 0–1    |
| Spartak Trnava    | 0–1            | Maccabi Tel Aviv   | 0–0 | 0–1    |
| Rosenborg         | 8–2            | Domžale            | 6–1 | 2–1    |
| Laçi              | 1–5            | Anderlecht         | 0–3 | 1–2    |
| Vitesse           | 4–3            | Dundalk            | 2–2 | 2–1    |

### Ronda de Play-Off
La ronda de Play-Off se divide en dos secciones separadas: Ruta de Campeones (para los campeones de la liga) y Ruta de Liga (para los ganadores de la copa y los no campeones de la liga). Se espera que un total de 44 equipos jueguen en la cuarta ronda de clasificación.
| Equipo 1    | Agr.        | Equipo 2         | Ida | Vuelta |
| ----------- | ----------- | ---------------- | --- | ------ |
| Žalgiris    | 2–3         | Bodø/Glimt       | 2–2 | 0–1    |
| Neftçi Bakú | 3–7         | Maccabi Haifa    | 3–3 | 0–4    |
| Flora       | 5–2         | Shamrock Rovers  | 4–2 | 1–0    |
| Riga        | 2–4 (t. s.) | Lincoln Red Imps | 1–1 | 1–3    |
| Fola Esch   | 2–7         | Kairat           | 1–4 | 1–3    |

| Equipo 1           | Agr.           | Equipo 2             | Ida | Vuelta |
| ------------------ | -------------- | -------------------- | --- | ------ |
| Qarabağ            | 4–1            | Aberdeen             | 1–0 | 3–1    |
| Basilea            | 4–4 (4:3 pen.) | Hammarby             | 3–1 | 1–3    |
| Viktoria Plzeň     | 2–3 (t. s.)    | CSKA Sofía           | 2–0 | 0–3    |
| Paços de Ferreira  | 1–3            | Tottenham Hotspur    | 1–0 | 0–3    |
| Rennes             | 5–1            | Rosenborg            | 2–0 | 3–1    |
| Anderlecht         | 4–5            | Vitesse              | 3–3 | 1–2    |
| LASK               | 3–1            | St. Johnstone        | 1–1 | 2–0    |
| Shakhter Karagandy | 1–4            | Maccabi Tel Aviv     | 1–2 | 0–2    |
| PAOK               | 3–1            | Rijeka               | 1–1 | 2–0    |
| KuPS               | 0–4            | Unión Berlín         | 0–4 | 0–0    |
| Feyenoord          | 6–3            | Elfsborg             | 5–0 | 1–3    |
| Raków Częstochowa  | 1–3            | Gent                 | 1–0 | 0–3    |
| Sivasspor          | 1–7            | Copenhague           | 1–2 | 0–5    |
| Santa Clara        | 2–3            | Partizan             | 2–1 | 0–2    |
| Trabzonspor        | 1–5            | Roma                 | 1–2 | 0–3    |
| Hapoel Be'er Sheva | 1–3            | Anorthosis Famagusta | 0–0 | 1–3    |
| Jablonec           | 8–1            | Žilina               | 5–1 | 3–0    |

## Fase de grupos
Los 32 equipos se dividen en ocho grupos de cuatro, con la restricción de que los equipos de la misma asociación no pueden enfrentarse entre sí. Para el sorteo, los equipos se dividen en cuatro bombos basados en sus coeficientes de clubes de la UEFA.
En cada grupo, los equipos juegan unos contra otros en casa y fuera en un formato de round-robin. Los ganadores de grupos avanzan a los octavos de final. Los subcampeones jugarán la Ronda Preliminar de la Fase Eliminatoria junto a los ocho equipos clasificados en tercer lugar de la fase de grupos de la Liga Europa de la UEFA 2021-22. 
Un total de 32 equipos juegan en la fase de grupos: 
- 5 ganadores de la Ruta de Campeones de la Ronda de Play-Off.
- 17 ganadores de la Ruta de Liga de la Ronda de Play-Off.
- 10 perdedores de la Ronda de Play-Off de la Liga Europa.

| Bombo 1 | Bombo 2 | Bombo 3 | Bombo 4 |
| --- | --- | --- | --- |
| Roma CC 90.000 Tottenham Hotspur CC: 88.000 Basilea CC: 49.000 Copenhague CC: 43.500 Slavia Praga CC: 43.500 Gent CC: 26.500 AZ CC: 21.500 LASK CC: 21.000 | Feyenoord CC: 21.000 Qarabağ CC: 21.000 Maccabi Tel Aviv CC: 20.500 PAOK CC: 20.000 Stade Rennes CC: 19.000 Partizan CC: 18.000 CFR Cluj CC: 16.500 Zoryá Lugansk CC: 15.000 | Unión Berlín CC 14.714 CSKA Sofía CC: 8.000 Vitesse CC: 7.840 Slovan Bratislava CC: 7.500 Jablonec CC: 7.000 Alashkert CC: 6.500 Flora CC: 6.250 Kairat CC: 6.000 | Lincoln Red Imps CC: 5.750 Randers CC: 5.575 Anorthosis Famagusta CC: 5.550 Omonia Nicosia CC: 5.550 HJK CC: 5.500 Maccabi Haifa CC: 4.875 Bodø/Glimt CC: 4.200 Mura CC: 3.000 |

### Grupo A
| Equipo           | Pts. | PJ | PG | PE | PP | GF | GC | Dif. | Notas                 |
| ---------------- | ---- | -- | -- | -- | -- | -- | -- | ---- | --------------------- |
| LASK             | 16   | 6  | 5  | 1  | 0  | 12 | 1  | 11   | Octavos de final      |
| Maccabi Tel Aviv | 11   | 6  | 3  | 2  | 1  | 14 | 4  | 10   | Preliminar de octavos |
| HJK              | 6    | 6  | 2  | 0  | 4  | 5  | 15 | -10  |                       |
| Alashkert        | 1    | 6  | 0  | 1  | 5  | 4  | 15 | -11  |                       |

|      | LASK  | MTA   | ALA   | HJK   |
| ---- | ----- | ----- | ----- | ----- |
| LASK |       | 1 – 1 | 2 – 0 | 3 – 0 |
| MTA  | 0 – 1 |       | 4 – 1 | 3 – 0 |
| ALA  | 0 – 3 | 1 – 1 |       | 2 – 4 |
| HJK  | 0 – 2 | 0 – 5 | 1 – 0 |       |

### Grupo B
| Equipo               | Pts. | PJ | PG | PE | PP | GF | GC | Dif. | Notas                 |
| -------------------- | ---- | -- | -- | -- | -- | -- | -- | ---- | --------------------- |
| Gent                 | 13   | 6  | 4  | 1  | 1  | 6  | 2  | 4    | Octavos de final      |
| Partizán             | 8    | 6  | 2  | 2  | 2  | 6  | 4  | 2    | Preliminar de octavos |
| Anorthosis Famagusta | 6    | 6  | 1  | 3  | 2  | 6  | 9  | -3   |                       |
| Flora                | 5    | 6  | 1  | 2  | 3  | 5  | 8  | -3   |                       |

|     | GET   | PAR   | FLO   | ANO   |
| --- | ----- | ----- | ----- | ----- |
| GET |       | 1 – 1 | 1 – 0 | 2 – 0 |
| PAR | 0 – 1 |       | 2 – 0 | 1 – 1 |
| FLO | 0 – 1 | 1 – 0 |       | 2 – 2 |
| ANO | 1 – 0 | 0 – 2 | 2 – 2 |       |

### Grupo C
| Equipo        | Pts. | PJ | PG | PE | PP | GF | GC | Dif. | Notas                 |
| ------------- | ---- | -- | -- | -- | -- | -- | -- | ---- | --------------------- |
| Roma          | 13   | 6  | 4  | 1  | 1  | 18 | 11 | 7    | Octavos de final      |
| Bodø/Glimt    | 12   | 6  | 3  | 3  | 0  | 14 | 5  | 9    | Preliminar de octavos |
| Zoryá Lugansk | 7    | 6  | 2  | 1  | 3  | 5  | 11 | -6   |                       |
| CSKA Sofía    | 1    | 6  | 0  | 1  | 5  | 3  | 13 | -10  |                       |

|     | ROM   | ZOR   | CSO   | BOD   |
| --- | ----- | ----- | ----- | ----- |
| ROM |       | 4 – 0 | 5 – 1 | 2 – 2 |
| ZOR | 0 – 3 |       | 2 – 0 | 1 – 1 |
| CSO | 2 – 3 | 0 – 1 |       | 0 – 0 |
| BOD | 6 – 1 | 3 – 1 | 2 – 0 |       |

### Grupo D
| Equipo   | Pts. | PJ | PG | PE | PP | GF | GC | Dif. | Notas                 |
| -------- | ---- | -- | -- | -- | -- | -- | -- | ---- | --------------------- |
| AZ       | 14   | 6  | 4  | 2  | 0  | 8  | 3  | 5    | Octavos de final      |
| Randers  | 7    | 6  | 1  | 4  | 1  | 9  | 9  | 0    | Preliminar de octavos |
| Jablonec | 6    | 6  | 1  | 3  | 2  | 6  | 8  | -2   |                       |
| CFR Cluj | 4    | 6  | 1  | 1  | 4  | 4  | 7  | -3   |                       |

|     | AZA   | CFR   | JAB   | RAN   |
| --- | ----- | ----- | ----- | ----- |
| AZA |       | 2 – 0 | 1 – 0 | 1 – 0 |
| CFR | 0 – 1 |       | 2 – 0 | 1 – 1 |
| JAB | 1 – 1 | 1 – 0 |       | 2 – 2 |
| RAN | 2 – 2 | 2 – 1 | 2 – 2 |       |

### Grupo E
| Equipo        | Pts. | PJ | PG | PE | PP | GF | GC | Dif. | Notas                 |
| ------------- | ---- | -- | -- | -- | -- | -- | -- | ---- | --------------------- |
| Feyenoord     | 14   | 6  | 4  | 2  | 0  | 11 | 6  | 5    | Octavos de final      |
| Slavia Praga  | 8    | 6  | 2  | 2  | 2  | 8  | 7  | 1    | Preliminar de octavos |
| Unión Berlín  | 7    | 6  | 2  | 1  | 3  | 8  | 9  | -1   |                       |
| Maccabi Haifa | 4    | 6  | 1  | 1  | 4  | 2  | 7  | -5   |                       |

|     | SLA   | FEY   | UBE   | MHA   |
| --- | ----- | ----- | ----- | ----- |
| SLA |       | 2 – 2 | 3 – 1 | 1 – 0 |
| FEY | 2 – 1 |       | 3 – 1 | 2 – 1 |
| UBE | 1 – 1 | 1 – 2 |       | 3 – 0 |
| MHA | 1 – 0 | 0 – 0 | 0 – 1 |       |

### Grupo F
| Equipo            | Pts. | PJ | PG | PE | PP | GF | GC | Dif. | Notas                 |
| ----------------- | ---- | -- | -- | -- | -- | -- | -- | ---- | --------------------- |
| Copenhague        | 15   | 6  | 5  | 0  | 1  | 15 | 5  | 10   | Octavos de final      |
| PAOK              | 11   | 6  | 3  | 2  | 1  | 8  | 4  | 4    | Preliminar de octavos |
| Slovan Bratislava | 8    | 6  | 2  | 2  | 2  | 8  | 7  | 1    |                       |
| Lincoln Red Imps  | 0    | 6  | 0  | 0  | 6  | 2  | 17 | -15  |                       |

|     | COP   | PAK   | SLO   | LIN   |
| --- | ----- | ----- | ----- | ----- |
| COP |       | 1 – 2 | 2 – 0 | 3 – 1 |
| PAK | 1 – 2 |       | 1 – 1 | 2 – 0 |
| SLO | 1 – 3 | 0 – 0 |       | 2 – 0 |
| LIN | 0 – 4 | 0 – 2 | 1 – 4 |       |

### Grupo G
| Equipo            | Pts. | PJ | PG | PE | PP | GF | GC | Dif. | Notas                 |
| ----------------- | ---- | -- | -- | -- | -- | -- | -- | ---- | --------------------- |
| Rennes            | 14   | 6  | 4  | 2  | 0  | 13 | 7  | 6    | Octavos de final      |
| Vitesse           | 10   | 6  | 3  | 1  | 2  | 12 | 9  | 3    | Preliminar de octavos |
| Tottenham Hotspur | 7    | 6  | 2  | 1  | 3  | 11 | 11 | 0    |                       |
| Mura              | 3    | 6  | 1  | 0  | 5  | 5  | 14 | -9   |                       |

|     | TOT   | REN   | VIT   | MUR   |
| --- | ----- | ----- | ----- | ----- |
| TOT |       | 0 – 3 | 3 – 2 | 5 – 1 |
| REN | 2 – 2 |       | 3 – 3 | 1 – 0 |
| VIT | 1 – 0 | 1 – 2 |       | 3 – 1 |
| MUR | 2 – 1 | 1 – 2 | 0 – 2 |       |

### Grupo H
| Equipo         | Pts. | PJ | PG | PE | PP | GF | GC | Dif. | Notas                 |
| -------------- | ---- | -- | -- | -- | -- | -- | -- | ---- | --------------------- |
| Basilea        | 14   | 6  | 4  | 2  | 0  | 14 | 6  | 8    | Octavos de final      |
| Qarabağ        | 11   | 6  | 3  | 2  | 1  | 10 | 8  | 2    | Preliminar de octavos |
| Omonia Nicosia | 4    | 6  | 0  | 4  | 2  | 5  | 10 | -5   |                       |
| Kairat         | 2    | 6  | 0  | 2  | 4  | 6  | 11 | -5   |                       |

|     | BAS   | QAR   | KAI   | OMO   |
| --- | ----- | ----- | ----- | ----- |
| BAS |       | 3 – 0 | 4 – 2 | 3 – 1 |
| QAR | 0 – 0 |       | 2 – 1 | 2 – 2 |
| KAI | 2 – 3 | 1 – 2 |       | 0 – 0 |
| OMO | 1 – 1 | 1 – 4 | 0 – 0 |       |

### Equipos clasificados

#### Primeros y segundos lugares de la fase de grupos de la Liga Europa Conferencia de la UEFA
| Grupo | Primer lugar | Segundo lugar    |
| ----- | ------------ | ---------------- |
| A     | LASK         | Maccabi Tel Aviv |
| B     | Gent         | Partizán         |
| C     | Roma         | Bodø/Glimt       |
| D     | AZ           | Randers          |
| E     | Feyenoord    | Slavia Praga     |
| F     | Copenhague   | PAOK             |
| G     | Rennes       | Vitesse          |
| H     | Basilea      | Qarabağ          |

#### Terceros lugares de la fase de grupos de la Liga Europa de la UEFA
| Grupo | Tercer lugar       |
| ----- | ------------------ |
| A     | Sparta Praga       |
| B     | PSV                |
| C     | Leicester City     |
| D     | Fenerbahçe         |
| E     | Olympique Marsella |
| F     | Midtjylland        |
| G     | Celtic             |
| H     | Rapid Viena        |

## Fase eliminatoria
La fase eliminatoria de la competición se disputa en enfrentamientos a doble partido, salvo la final, jugada a partido único. En caso de estar la eliminatoria empatada tras los 180 minutos de ambos partidos se disputará una prórroga de 30 minutos, y si ésta termina sin goles la eliminatoria se decidirá en una tanda de penales. Debido al conflicto político entre Rusia y Ucrania; clubes de ambos países no se podían encontrar en esta ronda además de clubes del mismo grupo tampoco podían cruzarse en esta ronda.

### Cuadro de desarrollo
|  | Ronda preliminar                                           | Ronda preliminar                                           | Ronda preliminar                                           | Ronda preliminar                                           | Ronda preliminar                                           |   |                    | Octavos de final                                       | Octavos de final                                       | Octavos de final                                       | Octavos de final                                       | Octavos de final                                       |   |  | Cuartos de final                                      | Cuartos de final                                      | Cuartos de final                                      | Cuartos de final                                      | Cuartos de final                                      |   |  | Semifinales                                          | Semifinales                                          | Semifinales                                          | Semifinales                                          | Semifinales                                          |  |  | Final                                      | Final                                      | Final                                      |  |
|  | 17 de febrero de 2022 (ida) 24 de febrero de 2022 (vuelta) | 17 de febrero de 2022 (ida) 24 de febrero de 2022 (vuelta) | 17 de febrero de 2022 (ida) 24 de febrero de 2022 (vuelta) | 17 de febrero de 2022 (ida) 24 de febrero de 2022 (vuelta) | 17 de febrero de 2022 (ida) 24 de febrero de 2022 (vuelta) |   |                    | 10 de marzo de 2022 (ida) 17 de marzo de 2022 (vuelta) | 10 de marzo de 2022 (ida) 17 de marzo de 2022 (vuelta) | 10 de marzo de 2022 (ida) 17 de marzo de 2022 (vuelta) | 10 de marzo de 2022 (ida) 17 de marzo de 2022 (vuelta) | 10 de marzo de 2022 (ida) 17 de marzo de 2022 (vuelta) |   |  | 7 de abril de 2022 (ida) 14 de abril de 2022 (vuelta) | 7 de abril de 2022 (ida) 14 de abril de 2022 (vuelta) | 7 de abril de 2022 (ida) 14 de abril de 2022 (vuelta) | 7 de abril de 2022 (ida) 14 de abril de 2022 (vuelta) | 7 de abril de 2022 (ida) 14 de abril de 2022 (vuelta) |   |  | 28 de abril de 2022 (ida) 5 de mayo de 2022 (vuelta) | 28 de abril de 2022 (ida) 5 de mayo de 2022 (vuelta) | 28 de abril de 2022 (ida) 5 de mayo de 2022 (vuelta) | 28 de abril de 2022 (ida) 5 de mayo de 2022 (vuelta) | 28 de abril de 2022 (ida) 5 de mayo de 2022 (vuelta) |  |  | 25 de mayo de 2022 Arena Kombëtare, Tirana | 25 de mayo de 2022 Arena Kombëtare, Tirana | 25 de mayo de 2022 Arena Kombëtare, Tirana |  |
|  |                                                            |                                                            |                                                            |                                                            |                                                            |   |                    |                                                        |                                                        |                                                        |                                                        |                                                        |   |  |                                                       |                                                       |                                                       |                                                       |                                                       |   |  |                                                      |                                                      |                                                      |                                                      |                                                      |  |  |                                            |                                            |                                            |  |
|  |                                                            |                                                            |                                                            |                                                            |                                                            |   |                    |                                                        |                                                        |                                                        |                                                        |                                                        |   |  |                                                       |                                                       |                                                       |                                                       |                                                       |   |  |                                                      |                                                      |                                                      |                                                      |                                                      |  |  |                                            |                                            |                                            |  |
|  | Leicester City                                             | Leicester City                                             | 4                                                          | 3                                                          | 7                                                          |   |                    |                                                        |                                                        |                                                        |                                                        |                                                        |   |  |                                                       |                                                       |                                                       |                                                       |                                                       |   |  |                                                      |                                                      |                                                      |                                                      |                                                      |  |  |                                            |                                            |                                            |  |
|  | Leicester City                                             | Leicester City                                             | 4                                                          | 3                                                          | 7                                                          |   |                    |                                                        |                                                        |                                                        |                                                        |                                                        |   |  |                                                       |                                                       |                                                       |                                                       |                                                       |   |  |                                                      |                                                      |                                                      |                                                      |                                                      |  |  |                                            |                                            |                                            |  |
|  | Randers                                                    | Randers                                                    | 1                                                          | 1                                                          | 2                                                          |   |                    |                                                        |                                                        |                                                        |                                                        |                                                        |   |  |                                                       |                                                       |                                                       |                                                       |                                                       |   |  |                                                      |                                                      |                                                      |                                                      |                                                      |  |  |                                            |                                            |                                            |  |
|  | Randers                                                    | Randers                                                    | 1                                                          | 1                                                          | 2                                                          |   | Leicester City     | Leicester City                                         | 2                                                      | 1                                                      | 3                                                      |                                                        |   |  |                                                       |                                                       |                                                       |                                                       |                                                       |   |  |                                                      |                                                      |                                                      |                                                      |                                                      |  |  |                                            |                                            |                                            |  |
|  |                                                            |                                                            |                                                            |                                                            |                                                            |   | Leicester City     | Leicester City                                         | 2                                                      | 1                                                      | 3                                                      |                                                        |   |  |                                                       |                                                       |                                                       |                                                       |                                                       |   |  |                                                      |                                                      |                                                      |                                                      |                                                      |  |  |                                            |                                            |                                            |  |
|  |                                                            |                                                            | Rennes                                                     | Rennes                                                     | 0                                                          | 2 | 2                  |                                                        |                                                        |                                                        |                                                        |                                                        |   |  |                                                       |                                                       |                                                       |                                                       |                                                       |   |  |                                                      |                                                      |                                                      |                                                      |                                                      |  |  |                                            |                                            |                                            |  |
|  |                                                            |                                                            | Rennes                                                     | Rennes                                                     | 0                                                          | 2 | 2                  |                                                        |                                                        |                                                        |                                                        |                                                        |   |  |                                                       |                                                       |                                                       |                                                       |                                                       |   |  |                                                      |                                                      |                                                      |                                                      |                                                      |  |  |                                            |                                            |                                            |  |
|  |                                                            |                                                            |                                                            |                                                            |                                                            |   |                    |                                                        |                                                        |                                                        |                                                        |                                                        |   |  |                                                       |                                                       |                                                       |                                                       |                                                       |   |  |                                                      |                                                      |                                                      |                                                      |                                                      |  |  |                                            |                                            |                                            |  |
|  |                                                            |                                                            |                                                            |                                                            |                                                            |   |                    |                                                        |                                                        |                                                        |                                                        |                                                        |   |  |                                                       |                                                       |                                                       |                                                       |                                                       |   |  |                                                      |                                                      |                                                      |                                                      |                                                      |  |  |                                            |                                            |                                            |  |
|  |                                                            |                                                            |                                                            |                                                            |                                                            |   |                    |                                                        | Leicester City                                         | Leicester City                                         | 0                                                      | 2                                                      | 2 |  |                                                       |                                                       |                                                       |                                                       |                                                       |   |  |                                                      |                                                      |                                                      |                                                      |                                                      |  |  |                                            |                                            |                                            |  |
|  |                                                            |                                                            |                                                            |                                                            |                                                            |   |                    |                                                        |                                                        |                                                        |                                                        |                                                        | 2 |  |                                                       |                                                       |                                                       |                                                       |                                                       |   |  |                                                      |                                                      |                                                      |                                                      |                                                      |  |  |                                            |                                            |                                            |  |
|  |                                                            |                                                            | PSV                                                        | PSV                                                        | 0                                                          | 1 | 1                  |                                                        |                                                        |                                                        |                                                        |                                                        |   |  |                                                       |                                                       |                                                       |                                                       |                                                       |   |  |                                                      |                                                      |                                                      |                                                      |                                                      |  |  |                                            |                                            |                                            |  |
|  | PSV                                                        | PSV                                                        | PSV                                                        | PSV                                                        | 0                                                          | 1 | 1                  | 1                                                      | 1                                                      | 2                                                      |                                                        |                                                        |   |  |                                                       |                                                       |                                                       |                                                       |                                                       |   |  |                                                      |                                                      |                                                      |                                                      |                                                      |  |  |                                            |                                            |                                            |  |
|  | PSV                                                        | PSV                                                        |                                                            |                                                            |                                                            |   |                    |                                                        |                                                        | 2                                                      |                                                        |                                                        |   |  |                                                       |                                                       |                                                       |                                                       |                                                       |   |  |                                                      |                                                      |                                                      |                                                      |                                                      |  |  |                                            |                                            |                                            |  |
|  | Maccabi Tel Aviv                                           | Maccabi Tel Aviv                                           | 0                                                          | 1                                                          | 1                                                          |   |                    |                                                        |                                                        |                                                        |                                                        |                                                        |   |  |                                                       |                                                       |                                                       |                                                       |                                                       |   |  |                                                      |                                                      |                                                      |                                                      |                                                      |  |  |                                            |                                            |                                            |  |
|  | Maccabi Tel Aviv                                           | Maccabi Tel Aviv                                           | 0                                                          | 1                                                          | 1                                                          |   | PSV                | PSV                                                    | 4                                                      | 4                                                      | 8                                                      |                                                        |   |  |                                                       |                                                       |                                                       |                                                       |                                                       |   |  |                                                      |                                                      |                                                      |                                                      |                                                      |  |  |                                            |                                            |                                            |  |
|  |                                                            |                                                            |                                                            |                                                            |                                                            |   | PSV                | PSV                                                    | 4                                                      | 4                                                      | 8                                                      |                                                        |   |  |                                                       |                                                       |                                                       |                                                       |                                                       |   |  |                                                      |                                                      |                                                      |                                                      |                                                      |  |  |                                            |                                            |                                            |  |
|  |                                                            |                                                            | Copenhague                                                 | Copenhague                                                 | 4                                                          | 0 | 4                  |                                                        |                                                        |                                                        |                                                        |                                                        |   |  |                                                       |                                                       |                                                       |                                                       |                                                       |   |  |                                                      |                                                      |                                                      |                                                      |                                                      |  |  |                                            |                                            |                                            |  |
|  |                                                            |                                                            | Copenhague                                                 | Copenhague                                                 | 4                                                          | 0 | 4                  |                                                        |                                                        |                                                        |                                                        |                                                        |   |  |                                                       |                                                       |                                                       |                                                       |                                                       |   |  |                                                      |                                                      |                                                      |                                                      |                                                      |  |  |                                            |                                            |                                            |  |
|  |                                                            |                                                            |                                                            |                                                            |                                                            |   |                    |                                                        |                                                        |                                                        |                                                        |                                                        |   |  |                                                       |                                                       |                                                       |                                                       |                                                       |   |  |                                                      |                                                      |                                                      |                                                      |                                                      |  |  |                                            |                                            |                                            |  |
|  |                                                            |                                                            |                                                            |                                                            |                                                            |   |                    |                                                        |                                                        |                                                        |                                                        |                                                        |   |  |                                                       |                                                       |                                                       |                                                       |                                                       |   |  |                                                      |                                                      |                                                      |                                                      |                                                      |  |  |                                            |                                            |                                            |  |
|  |                                                            |                                                            |                                                            |                                                            |                                                            |   |                    |                                                        |                                                        |                                                        |                                                        |                                                        |   |  |                                                       | Leicester City                                        | Leicester City                                        | 1                                                     | 0                                                     | 1 |  |                                                      |                                                      |                                                      |                                                      |                                                      |  |  |                                            |                                            |                                            |  |
|  |                                                            |                                                            |                                                            |                                                            |                                                            |   |                    |                                                        |                                                        |                                                        |                                                        |                                                        |   |  |                                                       |                                                       |                                                       |                                                       |                                                       | 1 |  |                                                      |                                                      |                                                      |                                                      |                                                      |  |  |                                            |                                            |                                            |  |
|  |                                                            |                                                            | Roma                                                       | Roma                                                       | 1                                                          | 1 | 2                  |                                                        |                                                        |                                                        |                                                        |                                                        |   |  |                                                       |                                                       |                                                       |                                                       |                                                       |   |  |                                                      |                                                      |                                                      |                                                      |                                                      |  |  |                                            |                                            |                                            |  |
|  | Celtic                                                     | Celtic                                                     | Roma                                                       | Roma                                                       | 1                                                          | 1 | 2                  | 1                                                      | 0                                                      | 1                                                      |                                                        |                                                        |   |  |                                                       |                                                       |                                                       |                                                       |                                                       |   |  |                                                      |                                                      |                                                      |                                                      |                                                      |  |  |                                            |                                            |                                            |  |
|  | Celtic                                                     | Celtic                                                     |                                                            |                                                            |                                                            |   |                    |                                                        |                                                        | 1                                                      |                                                        |                                                        |   |  |                                                       |                                                       |                                                       |                                                       |                                                       |   |  |                                                      |                                                      |                                                      |                                                      |                                                      |  |  |                                            |                                            |                                            |  |
|  | Bodø/Glimt                                                 | Bodø/Glimt                                                 | 3                                                          | 2                                                          | 5                                                          |   |                    |                                                        |                                                        |                                                        |                                                        |                                                        |   |  |                                                       |                                                       |                                                       |                                                       |                                                       |   |  |                                                      |                                                      |                                                      |                                                      |                                                      |  |  |                                            |                                            |                                            |  |
|  | Bodø/Glimt                                                 | Bodø/Glimt                                                 | 3                                                          | 2                                                          | 5                                                          |   | Bodø/Glimt (t. s.) | Bodø/Glimt (t. s.)                                     | 2                                                      | 2                                                      | 4                                                      |                                                        |   |  |                                                       |                                                       |                                                       |                                                       |                                                       |   |  |                                                      |                                                      |                                                      |                                                      |                                                      |  |  |                                            |                                            |                                            |  |
|  |                                                            |                                                            |                                                            |                                                            |                                                            |   | Bodø/Glimt (t. s.) | Bodø/Glimt (t. s.)                                     | 2                                                      | 2                                                      | 4                                                      |                                                        |   |  |                                                       |                                                       |                                                       |                                                       |                                                       |   |  |                                                      |                                                      |                                                      |                                                      |                                                      |  |  |                                            |                                            |                                            |  |
|  |                                                            |                                                            | AZ                                                         | AZ                                                         | 1                                                          | 2 | 3                  |                                                        |                                                        |                                                        |                                                        |                                                        |   |  |                                                       |                                                       |                                                       |                                                       |                                                       |   |  |                                                      |                                                      |                                                      |                                                      |                                                      |  |  |                                            |                                            |                                            |  |
|  |                                                            |                                                            | AZ                                                         | AZ                                                         | 1                                                          | 2 | 3                  |                                                        |                                                        |                                                        |                                                        |                                                        |   |  |                                                       |                                                       |                                                       |                                                       |                                                       |   |  |                                                      |                                                      |                                                      |                                                      |                                                      |  |  |                                            |                                            |                                            |  |
|  |                                                            |                                                            |                                                            |                                                            |                                                            |   |                    |                                                        |                                                        |                                                        |                                                        |                                                        |   |  |                                                       |                                                       |                                                       |                                                       |                                                       |   |  |                                                      |                                                      |                                                      |                                                      |                                                      |  |  |                                            |                                            |                                            |  |
|  |                                                            |                                                            |                                                            |                                                            |                                                            |   |                    |                                                        |                                                        |                                                        |                                                        |                                                        |   |  |                                                       |                                                       |                                                       |                                                       |                                                       |   |  |                                                      |                                                      |                                                      |                                                      |                                                      |  |  |                                            |                                            |                                            |  |
|  |                                                            |                                                            |                                                            |                                                            |                                                            |   |                    |                                                        | Bodø/Glimt                                             | Bodø/Glimt                                             | 2                                                      | 0                                                      | 2 |  |                                                       |                                                       |                                                       |                                                       |                                                       |   |  |                                                      |                                                      |                                                      |                                                      |                                                      |  |  |                                            |                                            |                                            |  |
|  |                                                            |                                                            |                                                            |                                                            |                                                            |   |                    |                                                        |                                                        |                                                        |                                                        |                                                        | 2 |  |                                                       |                                                       |                                                       |                                                       |                                                       |   |  |                                                      |                                                      |                                                      |                                                      |                                                      |  |  |                                            |                                            |                                            |  |
|  |                                                            |                                                            | Roma                                                       | Roma                                                       | 1                                                          | 4 | 5                  |                                                        |                                                        |                                                        |                                                        |                                                        |   |  |                                                       |                                                       |                                                       |                                                       |                                                       |   |  |                                                      |                                                      |                                                      |                                                      |                                                      |  |  |                                            |                                            |                                            |  |
|  | Rapid Viena                                                | Rapid Viena                                                | Roma                                                       | Roma                                                       | 1                                                          | 4 | 5                  | 2                                                      | 0                                                      | 2                                                      |                                                        |                                                        |   |  |                                                       |                                                       |                                                       |                                                       |                                                       |   |  |                                                      |                                                      |                                                      |                                                      |                                                      |  |  |                                            |                                            |                                            |  |
|  | Rapid Viena                                                | Rapid Viena                                                |                                                            |                                                            |                                                            |   |                    |                                                        |                                                        | 2                                                      |                                                        |                                                        |   |  |                                                       |                                                       |                                                       |                                                       |                                                       |   |  |                                                      |                                                      |                                                      |                                                      |                                                      |  |  |                                            |                                            |                                            |  |
|  | Vitesse                                                    | Vitesse                                                    | 1                                                          | 2                                                          | 3                                                          |   |                    |                                                        |                                                        |                                                        |                                                        |                                                        |   |  |                                                       |                                                       |                                                       |                                                       |                                                       |   |  |                                                      |                                                      |                                                      |                                                      |                                                      |  |  |                                            |                                            |                                            |  |
|  | Vitesse                                                    | Vitesse                                                    | 1                                                          | 2                                                          | 3                                                          |   | Vitesse            | Vitesse                                                | 0                                                      | 1                                                      | 1                                                      |                                                        |   |  |                                                       |                                                       |                                                       |                                                       |                                                       |   |  |                                                      |                                                      |                                                      |                                                      |                                                      |  |  |                                            |                                            |                                            |  |
|  |                                                            |                                                            |                                                            |                                                            |                                                            |   | Vitesse            | Vitesse                                                | 0                                                      | 1                                                      | 1                                                      |                                                        |   |  |                                                       |                                                       |                                                       |                                                       |                                                       |   |  |                                                      |                                                      |                                                      |                                                      |                                                      |  |  |                                            |                                            |                                            |  |
|  |                                                            |                                                            | Roma                                                       | Roma                                                       | 1                                                          | 1 | 2                  |                                                        |                                                        |                                                        |                                                        |                                                        |   |  |                                                       |                                                       |                                                       |                                                       |                                                       |   |  |                                                      |                                                      |                                                      |                                                      |                                                      |  |  |                                            |                                            |                                            |  |
|  |                                                            |                                                            | Roma                                                       | Roma                                                       | 1                                                          | 1 | 2                  |                                                        |                                                        |                                                        |                                                        |                                                        |   |  |                                                       |                                                       |                                                       |                                                       |                                                       |   |  |                                                      |                                                      |                                                      |                                                      |                                                      |  |  |                                            |                                            |                                            |  |
|  |                                                            |                                                            |                                                            |                                                            |                                                            |   |                    |                                                        |                                                        |                                                        |                                                        |                                                        |   |  |                                                       |                                                       |                                                       |                                                       |                                                       |   |  |                                                      |                                                      |                                                      |                                                      |                                                      |  |  |                                            |                                            |                                            |  |
|  |                                                            |                                                            |                                                            |                                                            |                                                            |   |                    |                                                        |                                                        |                                                        |                                                        |                                                        |   |  |                                                       |                                                       |                                                       |                                                       |                                                       |   |  |                                                      |                                                      |                                                      |                                                      |                                                      |  |  |                                            |                                            |                                            |  |
|  |                                                            |                                                            |                                                            |                                                            |                                                            |   |                    |                                                        |                                                        |                                                        |                                                        |                                                        |   |  |                                                       |                                                       |                                                       |                                                       |                                                       |   |  |                                                      | Roma                                                 | Roma                                                 | 1                                                    |                                                      |  |  |                                            |                                            |                                            |  |
|  |                                                            |                                                            |                                                            |                                                            |                                                            |   |                    |                                                        |                                                        |                                                        |                                                        |                                                        |   |  |                                                       |                                                       |                                                       |                                                       |                                                       |   |  |                                                      |                                                      |                                                      |                                                      |                                                      |  |  |                                            |                                            |                                            |  |
|  |                                                            |                                                            | Feyenoord                                                  | Feyenoord                                                  | 0                                                          |   |                    |                                                        |                                                        |                                                        |                                                        |                                                        |   |  |                                                       |                                                       |                                                       |                                                       |                                                       |   |  |                                                      |                                                      |                                                      |                                                      |                                                      |  |  |                                            |                                            |                                            |  |
|  | Sparta Praga                                               | Sparta Praga                                               | Feyenoord                                                  | Feyenoord                                                  | 0                                                          | 0 | 1                  | 1                                                      |                                                        |                                                        |                                                        |                                                        |   |  |                                                       |                                                       |                                                       |                                                       |                                                       |   |  |                                                      |                                                      |                                                      |                                                      |                                                      |  |  |                                            |                                            |                                            |  |
|  | Sparta Praga                                               | Sparta Praga                                               |                                                            |                                                            |                                                            |   |                    |                                                        |                                                        |                                                        |                                                        |                                                        |   |  |                                                       |                                                       |                                                       |                                                       |                                                       |   |  |                                                      |                                                      |                                                      |                                                      |                                                      |  |  |                                            |                                            |                                            |  |
|  | Partizán                                                   | Partizán                                                   | 1                                                          | 2                                                          | 3                                                          |   |                    |                                                        |                                                        |                                                        |                                                        |                                                        |   |  |                                                       |                                                       |                                                       |                                                       |                                                       |   |  |                                                      |                                                      |                                                      |                                                      |                                                      |  |  |                                            |                                            |                                            |  |
|  | Partizán                                                   | Partizán                                                   | 1                                                          | 2                                                          | 3                                                          |   | Partizán           | Partizán                                               | 2                                                      | 1                                                      | 3                                                      |                                                        |   |  |                                                       |                                                       |                                                       |                                                       |                                                       |   |  |                                                      |                                                      |                                                      |                                                      |                                                      |  |  |                                            |                                            |                                            |  |
|  |                                                            |                                                            |                                                            |                                                            |                                                            |   | Partizán           | Partizán                                               | 2                                                      | 1                                                      | 3                                                      |                                                        |   |  |                                                       |                                                       |                                                       |                                                       |                                                       |   |  |                                                      |                                                      |                                                      |                                                      |                                                      |  |  |                                            |                                            |                                            |  |
|  |                                                            |                                                            | Feyenoord                                                  | Feyenoord                                                  | 5                                                          | 3 | 8                  |                                                        |                                                        |                                                        |                                                        |                                                        |   |  |                                                       |                                                       |                                                       |                                                       |                                                       |   |  |                                                      |                                                      |                                                      |                                                      |                                                      |  |  |                                            |                                            |                                            |  |
|  |                                                            |                                                            | Feyenoord                                                  | Feyenoord                                                  | 5                                                          | 3 | 8                  |                                                        |                                                        |                                                        |                                                        |                                                        |   |  |                                                       |                                                       |                                                       |                                                       |                                                       |   |  |                                                      |                                                      |                                                      |                                                      |                                                      |  |  |                                            |                                            |                                            |  |
|  |                                                            |                                                            |                                                            |                                                            |                                                            |   |                    |                                                        |                                                        |                                                        |                                                        |                                                        |   |  |                                                       |                                                       |                                                       |                                                       |                                                       |   |  |                                                      |                                                      |                                                      |                                                      |                                                      |  |  |                                            |                                            |                                            |  |
|  |                                                            |                                                            |                                                            |                                                            |                                                            |   |                    |                                                        |                                                        |                                                        |                                                        |                                                        |   |  |                                                       |                                                       |                                                       |                                                       |                                                       |   |  |                                                      |                                                      |                                                      |                                                      |                                                      |  |  |                                            |                                            |                                            |  |
|  |                                                            |                                                            |                                                            |                                                            |                                                            |   |                    |                                                        | Feyenoord                                              | Feyenoord                                              | 3                                                      | 3                                                      | 6 |  |                                                       |                                                       |                                                       |                                                       |                                                       |   |  |                                                      |                                                      |                                                      |                                                      |                                                      |  |  |                                            |                                            |                                            |  |
|  |                                                            |                                                            |                                                            |                                                            |                                                            |   |                    |                                                        |                                                        |                                                        |                                                        |                                                        | 6 |  |                                                       |                                                       |                                                       |                                                       |                                                       |   |  |                                                      |                                                      |                                                      |                                                      |                                                      |  |  |                                            |                                            |                                            |  |
|  |                                                            |                                                            | Slavia Praga                                               | Slavia Praga                                               | 3                                                          | 1 | 4                  |                                                        |                                                        |                                                        |                                                        |                                                        |   |  |                                                       |                                                       |                                                       |                                                       |                                                       |   |  |                                                      |                                                      |                                                      |                                                      |                                                      |  |  |                                            |                                            |                                            |  |
|  | Fenerbahçe                                                 | Fenerbahçe                                                 | Slavia Praga                                               | Slavia Praga                                               | 3                                                          | 1 | 4                  | 2                                                      | 2                                                      | 4                                                      |                                                        |                                                        |   |  |                                                       |                                                       |                                                       |                                                       |                                                       |   |  |                                                      |                                                      |                                                      |                                                      |                                                      |  |  |                                            |                                            |                                            |  |
|  | Fenerbahçe                                                 | Fenerbahçe                                                 |                                                            |                                                            |                                                            |   |                    |                                                        |                                                        | 4                                                      |                                                        |                                                        |   |  |                                                       |                                                       |                                                       |                                                       |                                                       |   |  |                                                      |                                                      |                                                      |                                                      |                                                      |  |  |                                            |                                            |                                            |  |
|  | Slavia Praga                                               | Slavia Praga                                               | 3                                                          | 3                                                          | 6                                                          |   |                    |                                                        |                                                        |                                                        |                                                        |                                                        |   |  |                                                       |                                                       |                                                       |                                                       |                                                       |   |  |                                                      |                                                      |                                                      |                                                      |                                                      |  |  |                                            |                                            |                                            |  |
|  | Slavia Praga                                               | Slavia Praga                                               | 3                                                          | 3                                                          | 6                                                          |   | Slavia Praga       | Slavia Praga                                           | 4                                                      | 3                                                      | 7                                                      |                                                        |   |  |                                                       |                                                       |                                                       |                                                       |                                                       |   |  |                                                      |                                                      |                                                      |                                                      |                                                      |  |  |                                            |                                            |                                            |  |
|  |                                                            |                                                            |                                                            |                                                            |                                                            |   | Slavia Praga       | Slavia Praga                                           | 4                                                      | 3                                                      | 7                                                      |                                                        |   |  |                                                       |                                                       |                                                       |                                                       |                                                       |   |  |                                                      |                                                      |                                                      |                                                      |                                                      |  |  |                                            |                                            |                                            |  |
|  |                                                            |                                                            | LASK                                                       | LASK                                                       | 1                                                          | 4 | 5                  |                                                        |                                                        |                                                        |                                                        |                                                        |   |  |                                                       |                                                       |                                                       |                                                       |                                                       |   |  |                                                      |                                                      |                                                      |                                                      |                                                      |  |  |                                            |                                            |                                            |  |
|  |                                                            |                                                            | LASK                                                       | LASK                                                       | 1                                                          | 4 | 5                  |                                                        |                                                        |                                                        |                                                        |                                                        |   |  |                                                       |                                                       |                                                       |                                                       |                                                       |   |  |                                                      |                                                      |                                                      |                                                      |                                                      |  |  |                                            |                                            |                                            |  |
|  |                                                            |                                                            |                                                            |                                                            |                                                            |   |                    |                                                        |                                                        |                                                        |                                                        |                                                        |   |  |                                                       |                                                       |                                                       |                                                       |                                                       |   |  |                                                      |                                                      |                                                      |                                                      |                                                      |  |  |                                            |                                            |                                            |  |
|  |                                                            |                                                            |                                                            |                                                            |                                                            |   |                    |                                                        |                                                        |                                                        |                                                        |                                                        |   |  |                                                       |                                                       |                                                       |                                                       |                                                       |   |  |                                                      |                                                      |                                                      |                                                      |                                                      |  |  |                                            |                                            |                                            |  |
|  |                                                            |                                                            |                                                            |                                                            |                                                            |   |                    |                                                        |                                                        |                                                        |                                                        |                                                        |   |  |                                                       | Feyenoord                                             | Feyenoord                                             | 3                                                     | 0                                                     | 3 |  |                                                      |                                                      |                                                      |                                                      |                                                      |  |  |                                            |                                            |                                            |  |
|  |                                                            |                                                            |                                                            |                                                            |                                                            |   |                    |                                                        |                                                        |                                                        |                                                        |                                                        |   |  |                                                       |                                                       |                                                       |                                                       |                                                       | 3 |  |                                                      |                                                      |                                                      |                                                      |                                                      |  |  |                                            |                                            |                                            |  |
|  |                                                            |                                                            | Olympique Marsella                                         | Olympique Marsella                                         | 2                                                          | 0 | 2                  |                                                        |                                                        |                                                        |                                                        |                                                        |   |  |                                                       |                                                       |                                                       |                                                       |                                                       |   |  |                                                      |                                                      |                                                      |                                                      |                                                      |  |  |                                            |                                            |                                            |  |
|  | Olympique Marsella                                         | Olympique Marsella                                         | Olympique Marsella                                         | Olympique Marsella                                         | 2                                                          | 0 | 2                  | 3                                                      | 3                                                      | 6                                                      |                                                        |                                                        |   |  |                                                       |                                                       |                                                       |                                                       |                                                       |   |  |                                                      |                                                      |                                                      |                                                      |                                                      |  |  |                                            |                                            |                                            |  |
|  | Olympique Marsella                                         | Olympique Marsella                                         |                                                            |                                                            |                                                            |   |                    |                                                        |                                                        | 6                                                      |                                                        |                                                        |   |  |                                                       |                                                       |                                                       |                                                       |                                                       |   |  |                                                      |                                                      |                                                      |                                                      |                                                      |  |  |                                            |                                            |                                            |  |
|  | Qarabağ                                                    | Qarabağ                                                    | 1                                                          | 0                                                          | 1                                                          |   |                    |                                                        |                                                        |                                                        |                                                        |                                                        |   |  |                                                       |                                                       |                                                       |                                                       |                                                       |   |  |                                                      |                                                      |                                                      |                                                      |                                                      |  |  |                                            |                                            |                                            |  |
|  | Qarabağ                                                    | Qarabağ                                                    | 1                                                          | 0                                                          | 1                                                          |   | Olympique Marsella | Olympique Marsella                                     | 2                                                      | 2                                                      | 4                                                      |                                                        |   |  |                                                       |                                                       |                                                       |                                                       |                                                       |   |  |                                                      |                                                      |                                                      |                                                      |                                                      |  |  |                                            |                                            |                                            |  |
|  |                                                            |                                                            |                                                            |                                                            |                                                            |   | Olympique Marsella | Olympique Marsella                                     | 2                                                      | 2                                                      | 4                                                      |                                                        |   |  |                                                       |                                                       |                                                       |                                                       |                                                       |   |  |                                                      |                                                      |                                                      |                                                      |                                                      |  |  |                                            |                                            |                                            |  |
|  |                                                            |                                                            | Basilea                                                    | Basilea                                                    | 1                                                          | 1 | 2                  |                                                        |                                                        |                                                        |                                                        |                                                        |   |  |                                                       |                                                       |                                                       |                                                       |                                                       |   |  |                                                      |                                                      |                                                      |                                                      |                                                      |  |  |                                            |                                            |                                            |  |
|  |                                                            |                                                            | Basilea                                                    | Basilea                                                    | 1                                                          | 1 | 2                  |                                                        |                                                        |                                                        |                                                        |                                                        |   |  |                                                       |                                                       |                                                       |                                                       |                                                       |   |  |                                                      |                                                      |                                                      |                                                      |                                                      |  |  |                                            |                                            |                                            |  |
|  |                                                            |                                                            |                                                            |                                                            |                                                            |   |                    |                                                        |                                                        |                                                        |                                                        |                                                        |   |  |                                                       |                                                       |                                                       |                                                       |                                                       |   |  |                                                      |                                                      |                                                      |                                                      |                                                      |  |  |                                            |                                            |                                            |  |
|  |                                                            |                                                            |                                                            |                                                            |                                                            |   |                    |                                                        |                                                        |                                                        |                                                        |                                                        |   |  |                                                       |                                                       |                                                       |                                                       |                                                       |   |  |                                                      |                                                      |                                                      |                                                      |                                                      |  |  |                                            |                                            |                                            |  |
|  |                                                            |                                                            |                                                            |                                                            |                                                            |   |                    |                                                        | Olympique Marsella                                     | Olympique Marsella                                     | 2                                                      | 1                                                      | 3 |  |                                                       |                                                       |                                                       |                                                       |                                                       |   |  |                                                      |                                                      |                                                      |                                                      |                                                      |  |  |                                            |                                            |                                            |  |
|  |                                                            |                                                            |                                                            |                                                            |                                                            |   |                    |                                                        |                                                        |                                                        |                                                        |                                                        | 3 |  |                                                       |                                                       |                                                       |                                                       |                                                       |   |  |                                                      |                                                      |                                                      |                                                      |                                                      |  |  |                                            |                                            |                                            |  |
|  |                                                            |                                                            | PAOK                                                       | PAOK                                                       | 1                                                          | 0 | 1                  |                                                        |                                                        |                                                        |                                                        |                                                        |   |  |                                                       |                                                       |                                                       |                                                       |                                                       |   |  |                                                      |                                                      |                                                      |                                                      |                                                      |  |  |                                            |                                            |                                            |  |
|  | Midtjylland                                                | Midtjylland                                                | PAOK                                                       | PAOK                                                       | 1                                                          | 0 | 1                  | 1                                                      | 1                                                      | 2 (3)                                                  |                                                        |                                                        |   |  |                                                       |                                                       |                                                       |                                                       |                                                       |   |  |                                                      |                                                      |                                                      |                                                      |                                                      |  |  |                                            |                                            |                                            |  |
|  | Midtjylland                                                | Midtjylland                                                |                                                            |                                                            |                                                            |   |                    |                                                        |                                                        | 2 (3)                                                  |                                                        |                                                        |   |  |                                                       |                                                       |                                                       |                                                       |                                                       |   |  |                                                      |                                                      |                                                      |                                                      |                                                      |  |  |                                            |                                            |                                            |  |
|  | PAOK (p.)                                                  | PAOK (p.)                                                  | 0                                                          | 2                                                          | 2 (5)                                                      |   |                    |                                                        |                                                        |                                                        |                                                        |                                                        |   |  |                                                       |                                                       |                                                       |                                                       |                                                       |   |  |                                                      |                                                      |                                                      |                                                      |                                                      |  |  |                                            |                                            |                                            |  |
|  | PAOK (p.)                                                  | PAOK (p.)                                                  | 0                                                          | 2                                                          | 2 (5)                                                      |   | PAOK               | PAOK                                                   | 1                                                      | 2                                                      | 3                                                      |                                                        |   |  |                                                       |                                                       |                                                       |                                                       |                                                       |   |  |                                                      |                                                      |                                                      |                                                      |                                                      |  |  |                                            |                                            |                                            |  |
|  |                                                            |                                                            |                                                            |                                                            |                                                            |   | PAOK               | PAOK                                                   | 1                                                      | 2                                                      | 3                                                      |                                                        |   |  |                                                       |                                                       |                                                       |                                                       |                                                       |   |  |                                                      |                                                      |                                                      |                                                      |                                                      |  |  |                                            |                                            |                                            |  |
|  |                                                            |                                                            | Gent                                                       | Gent                                                       | 0                                                          | 1 | 1                  |                                                        |                                                        |                                                        |                                                        |                                                        |   |  |                                                       |                                                       |                                                       |                                                       |                                                       |   |  |                                                      |                                                      |                                                      |                                                      |                                                      |  |  |                                            |                                            |                                            |  |
|  |                                                            |                                                            | Gent                                                       | Gent                                                       | 0                                                          | 1 | 1                  |                                                        |                                                        |                                                        |                                                        |                                                        |   |  |                                                       |                                                       |                                                       |                                                       |                                                       |   |  |                                                      |                                                      |                                                      |                                                      |                                                      |  |  |                                            |                                            |                                            |  |
|  |                                                            |                                                            |                                                            |                                                            |                                                            |   |                    |                                                        |                                                        |                                                        |                                                        |                                                        |   |  |                                                       |                                                       |                                                       |                                                       |                                                       |   |  |                                                      |                                                      |                                                      |                                                      |                                                      |  |  |                                            |                                            |                                            |  |
|  |                                                            |                                                            |                                                            |                                                            |                                                            |   |                    |                                                        |                                                        |                                                        |                                                        |                                                        |   |  |                                                       |                                                       |                                                       |                                                       |                                                       |   |  |                                                      |                                                      |                                                      |                                                      |                                                      |  |  |                                            |                                            |                                            |  |
|  |                                                            |                                                            |                                                            |                                                            |                                                            |   |                    |                                                        |                                                        |                                                        |                                                        |                                                        |   |  |                                                       |                                                       |                                                       |                                                       |                                                       |   |  |                                                      |                                                      |                                                      |                                                      |                                                      |  |  |                                            |                                            |                                            |  |
|  |                                                            |                                                            |                                                            |                                                            |                                                            |   |                    |                                                        |                                                        |                                                        |                                                        |                                                        |   |  |                                                       |                                                       |                                                       |                                                       |                                                       |   |  |                                                      |                                                      |                                                      |                                                      |                                                      |  |  |                                            |                                            |                                            |  |

### Ronda preliminar de la fase eliminatoria
Participan un total de 16 equipos, 8 equipos subcampeones de la Fase de grupos y 8 equipos clasificados en tercera posición de la Liga Europa de la UEFA 2021-22.
| Equipo 1           | Agr.           | Equipo 2         | Ida | Vuelta |
| ------------------ | -------------- | ---------------- | --- | ------ |
| Olympique Marsella | 6–1            | Qarabağ          | 3–1 | 3–0    |
| PSV                | 2–1            | Maccabi Tel Aviv | 1–0 | 1–1    |
| Fenerbahçe         | 4–6            | Slavia Praga     | 2–3 | 2–3    |
| Midtjylland        | 2–2 (3:5 pen.) | PAOK             | 1–0 | 1–2    |
| Leicester City     | 7–2            | Randers          | 4–1 | 3–1    |
| Celtic             | 1–5            | Bodø/Glimt       | 1–3 | 0–2    |
| Sparta Praga       | 1–3            | Partizán         | 0–1 | 1–2    |
| Rapid Viena        | 2–3            | Vitesse          | 2–1 | 0–2    |

### Octavos de final
Participan un total de 16 equipos, 8 equipos campeones de la Fase de grupos y 8 ganadores de la Ronda preliminar de la Fase eliminatoria.
| Equipo 1           | Agr.        | Equipo 2   | Ida | Vuelta |
| ------------------ | ----------- | ---------- | --- | ------ |
| Olympique Marsella | 4–2         | Basilea    | 2–1 | 2–1    |
| Leicester City     | 3–2         | Rennes     | 2–0 | 1–2    |
| PAOK               | 3–1         | Gent       | 1–0 | 2–1    |
| Vitesse            | 1–2         | Roma       | 0–1 | 1–1    |
| PSV                | 8–4         | Copenhague | 4–4 | 4–0    |
| Slavia Praga       | 7–5         | LASK       | 4–1 | 3–4    |
| Bodø/Glimt         | 4–3 (t. s.) | AZ         | 2–1 | 2–2    |
| Partizán           | 3–8         | Feyenoord  | 2–5 | 1–3    |

### Cuartos de final
Participan un total de 8 equipos.
| Equipo 1           | Agr. | Equipo 2     | Ida | Vuelta |
| ------------------ | ---- | ------------ | --- | ------ |
| Bodø/Glimt         | 2–5  | Roma         | 2–1 | 0–4    |
| Feyenoord          | 6–4  | Slavia Praga | 3–3 | 3–1    |
| Olympique Marsella | 3–1  | PAOK         | 2–1 | 1–0    |
| Leicester City     | 2–1  | PSV          | 0–0 | 2–1    |

### Semifinales
Participan un total de 4 equipos.
| Equipo 1       | Agr. | Equipo 2           | Ida | Vuelta |
| -------------- | ---- | ------------------ | --- | ------ |
| Leicester City | 1–2  | Roma               | 1–1 | 0–1    |
| Feyenoord      | 3–2  | Olympique Marsella | 3–2 | 0–0    |

### Final
| 1     | POR   | Rui Patrício         |     |
| 23    | DEF   | Gianluca Mancini     |     |
| 6     | DEF   | Christopher Smalling |     |
| 3     | DEF   | Roger Ibáñez         |     |
| 2     | MED   | Rick Karsdorp        | 89' |
| 77    | MED   | Henrij Mjitaryán     | 17' |
| 4     | MED   | Bryan Cristante      |     |
| 59    | MED   | Nicola Zalewski      | 67' |
| 22    | MED   | Nicolò Zaniolo       | 67' |
| 7     | MED   | Lorenzo Pellegrini   |     |
| 9     | DEL   | Tammy Abraham        | 89' |
| D. T. | D. T. | José Mourinho        |     |

| 1     | POR   | Justin Bijlow        |     |
| 3     | DEF   | Lutsharel Geertruida |     |
| 18    | DEF   | Gernot Trauner       | 74' |
| 4     | DEF   | Marcos Senesi        |     |
| 5     | DEF   | Tyrell Malacia       | 88' |
| 26    | MED   | Guus Til             | 59' |
| 17    | MED   | Fredrik Aursnes      |     |
| 10    | MED   | Orkun Kökçü          | 88' |
| 14    | DEL   | Reiss Nelson         | 74' |
| 33    | DEL   | Cyriel Dessers       |     |
| 7     | DEL   | Luis Sinisterra      |     |
| D. T. | D. T. | Arne Slot            |     |

| 27 | MED | Sérgio Oliveira     | 17' |
| 17 | MED | Jordan Veretout     | 67' |
| 37 | DEF | Leonardo Spinazzola | 67' |
| 5  | DEF | Matías Viña         | 89' |
| 14 | DEL | Eldor Shomurodov    | 89' |

| 28 | MED | Jens Toornstra      | 59' |
| 11 | DEL | Bryan Linssen       | 74' |
| 2  | DEF | Marcus Pedersen     | 74' |
| 23 | MED | Patrik Wålemark     | 88' |
| 9  | MED | Alireza Jahanbakhsh | 88' |

| 32' | Nicolò Zaniolo | 1:0 |

| 37' · 66' · 84' | Lorenzo Pellegrini Nicola Zalewski Rui Patrício |

| 25' | Gernot Trauner |

| Principal  | István Kovács           |
| Asistentes | Vasile Florin Marinescu |
|            | Mihai-Ovidiu Artene     |
| Cuarto     | Sandro Schärer          |

| VAR            | Marco Fritz       |
| Asistentes VAR | Christian Dingert |
|                | Bastian Dankert   |

| Alineación inicial |

| 1     | POR   | Rui Patrício         |     |
| 23    | DEF   | Gianluca Mancini     |     |
| 6     | DEF   | Christopher Smalling |     |
| 3     | DEF   | Roger Ibáñez         |     |
| 2     | MED   | Rick Karsdorp        | 89' |
| 77    | MED   | Henrij Mjitaryán     | 17' |
| 4     | MED   | Bryan Cristante      |     |
| 59    | MED   | Nicola Zalewski      | 67' |
| 22    | MED   | Nicolò Zaniolo       | 67' |
| 7     | MED   | Lorenzo Pellegrini   |     |
| 9     | DEL   | Tammy Abraham        | 89' |
| D. T. | D. T. | José Mourinho        |     |

| 1     | POR   | Justin Bijlow        |     |
| 3     | DEF   | Lutsharel Geertruida |     |
| 18    | DEF   | Gernot Trauner       | 74' |
| 4     | DEF   | Marcos Senesi        |     |
| 5     | DEF   | Tyrell Malacia       | 88' |
| 26    | MED   | Guus Til             | 59' |
| 17    | MED   | Fredrik Aursnes      |     |
| 10    | MED   | Orkun Kökçü          | 88' |
| 14    | DEL   | Reiss Nelson         | 74' |
| 33    | DEL   | Cyriel Dessers       |     |
| 7     | DEL   | Luis Sinisterra      |     |
| D. T. | D. T. | Arne Slot            |     |

| 27 | MED | Sérgio Oliveira     | 17' |
| 17 | MED | Jordan Veretout     | 67' |
| 37 | DEF | Leonardo Spinazzola | 67' |
| 5  | DEF | Matías Viña         | 89' |
| 14 | DEL | Eldor Shomurodov    | 89' |

| 28 | MED | Jens Toornstra      | 59' |
| 11 | DEL | Bryan Linssen       | 74' |
| 2  | DEF | Marcus Pedersen     | 74' |
| 23 | MED | Patrik Wålemark     | 88' |
| 9  | MED | Alireza Jahanbakhsh | 88' |

| 32' | Nicolò Zaniolo | 1:0 |

| 37' · 66' · 84' | Lorenzo Pellegrini Nicola Zalewski Rui Patrício |

| 25' | Gernot Trauner |

| Principal  | István Kovács           |
| Asistentes | Vasile Florin Marinescu |
|            | Mihai-Ovidiu Artene     |
| Cuarto     | Sandro Schärer          |

| VAR            | Marco Fritz       |
| Asistentes VAR | Christian Dingert |
|                | Bastian Dankert   |

| Alineación inicial |

| 1     | POR   | Rui Patrício         |     |
| 23    | DEF   | Gianluca Mancini     |     |
| 6     | DEF   | Christopher Smalling |     |
| 3     | DEF   | Roger Ibáñez         |     |
| 2     | MED   | Rick Karsdorp        | 89' |
| 77    | MED   | Henrij Mjitaryán     | 17' |
| 4     | MED   | Bryan Cristante      |     |
| 59    | MED   | Nicola Zalewski      | 67' |
| 22    | MED   | Nicolò Zaniolo       | 67' |
| 7     | MED   | Lorenzo Pellegrini   |     |
| 9     | DEL   | Tammy Abraham        | 89' |
| D. T. | D. T. | José Mourinho        |     |

| 1     | POR   | Justin Bijlow        |     |
| 3     | DEF   | Lutsharel Geertruida |     |
| 18    | DEF   | Gernot Trauner       | 74' |
| 4     | DEF   | Marcos Senesi        |     |
| 5     | DEF   | Tyrell Malacia       | 88' |
| 26    | MED   | Guus Til             | 59' |
| 17    | MED   | Fredrik Aursnes      |     |
| 10    | MED   | Orkun Kökçü          | 88' |
| 14    | DEL   | Reiss Nelson         | 74' |
| 33    | DEL   | Cyriel Dessers       |     |
| 7     | DEL   | Luis Sinisterra      |     |
| D. T. | D. T. | Arne Slot            |     |

| 27 | MED | Sérgio Oliveira     | 17' |
| 17 | MED | Jordan Veretout     | 67' |
| 37 | DEF | Leonardo Spinazzola | 67' |
| 5  | DEF | Matías Viña         | 89' |
| 14 | DEL | Eldor Shomurodov    | 89' |

| 28 | MED | Jens Toornstra      | 59' |
| 11 | DEL | Bryan Linssen       | 74' |
| 2  | DEF | Marcus Pedersen     | 74' |
| 23 | MED | Patrik Wålemark     | 88' |
| 9  | MED | Alireza Jahanbakhsh | 88' |

| 32' | Nicolò Zaniolo | 1:0 |

| 37' · 66' · 84' | Lorenzo Pellegrini Nicola Zalewski Rui Patrício |

| 25' | Gernot Trauner |

| Principal  | István Kovács           |
| Asistentes | Vasile Florin Marinescu |
|            | Mihai-Ovidiu Artene     |
| Cuarto     | Sandro Schärer          |

| VAR            | Marco Fritz       |
| Asistentes VAR | Christian Dingert |
|                | Bastian Dankert   |

| Alineación inicial |

| 1     | POR   | Rui Patrício         |     |
| 23    | DEF   | Gianluca Mancini     |     |
| 6     | DEF   | Christopher Smalling |     |
| 3     | DEF   | Roger Ibáñez         |     |
| 2     | MED   | Rick Karsdorp        | 89' |
| 77    | MED   | Henrij Mjitaryán     | 17' |
| 4     | MED   | Bryan Cristante      |     |
| 59    | MED   | Nicola Zalewski      | 67' |
| 22    | MED   | Nicolò Zaniolo       | 67' |
| 7     | MED   | Lorenzo Pellegrini   |     |
| 9     | DEL   | Tammy Abraham        | 89' |
| D. T. | D. T. | José Mourinho        |     |

| 1     | POR   | Justin Bijlow        |     |
| 3     | DEF   | Lutsharel Geertruida |     |
| 18    | DEF   | Gernot Trauner       | 74' |
| 4     | DEF   | Marcos Senesi        |     |
| 5     | DEF   | Tyrell Malacia       | 88' |
| 26    | MED   | Guus Til             | 59' |
| 17    | MED   | Fredrik Aursnes      |     |
| 10    | MED   | Orkun Kökçü          | 88' |
| 14    | DEL   | Reiss Nelson         | 74' |
| 33    | DEL   | Cyriel Dessers       |     |
| 7     | DEL   | Luis Sinisterra      |     |
| D. T. | D. T. | Arne Slot            |     |

| 27 | MED | Sérgio Oliveira     | 17' |
| 17 | MED | Jordan Veretout     | 67' |
| 37 | DEF | Leonardo Spinazzola | 67' |
| 5  | DEF | Matías Viña         | 89' |
| 14 | DEL | Eldor Shomurodov    | 89' |

| 28 | MED | Jens Toornstra      | 59' |
| 11 | DEL | Bryan Linssen       | 74' |
| 2  | DEF | Marcus Pedersen     | 74' |
| 23 | MED | Patrik Wålemark     | 88' |
| 9  | MED | Alireza Jahanbakhsh | 88' |

| 32' | Nicolò Zaniolo | 1:0 |

| 37' · 66' · 84' | Lorenzo Pellegrini Nicola Zalewski Rui Patrício |

| 25' | Gernot Trauner |

| Principal  | István Kovács           |
| Asistentes | Vasile Florin Marinescu |
|            | Mihai-Ovidiu Artene     |
| Cuarto     | Sandro Schärer          |

| VAR            | Marco Fritz       |
| Asistentes VAR | Christian Dingert |
|                | Bastian Dankert   |

| Alineación inicial |

|                          |
| Bandera de Italia        |
| Campeón Roma 1.er título |

## Estadísticas

### Tabla de goleadores
Nota: No contabilizados los partidos y goles en rondas previas.
| \| Pos. \| Jugador \| Goles \| Part. \| Prom. \| Club \| \| ---- \| ---------------- \| ----- \| ----- \| ----- \| ------------------ \| \| 1 \| Cyriel Dessers \| 10 \| 13 \| 0.77 \| Feyenoord \| \| 2 \| Tammy Abraham \| 9 \| 13 \| 0.69 \| A. S. Roma \| \| 3 \| Yira Sor \| 6 \| 6 \| 1 \| Slavia Praha \| \| = \| Ola Solbakken \| 6 \| 11 \| 0.55 \| F. K. Bodø/Glimt \| \| = \| Luis Sinisterra \| 6 \| 12 \| 0.5 \| Feyenoord \| \| 6 \| Arthur Cabral \| 5 \| 6 \| 0.83 \| F. C. Basilea \| \| = \| Gaëtan Laborde \| 5 \| 7 \| 0.71 \| Stade Rennes F. C. \| \| = \| Amahl Pellegrino \| 5 \| 11 \| 0.45 \| F. K. Bodø/Glimt \| \| = \| Nicolò Zaniolo \| 5 \| 10 \| 0.5 \| A. S. Roma \| Actualizado al último partido disputado el 25 de mayo de 2022 (de acuerdo a la página oficial de la competición). |                  |       |       |       |                    |
| Pos. | Jugador          | Goles | Part. | Prom. | Club               |
| 1 | Cyriel Dessers   | 10    | 13    | 0.77  | Feyenoord          |
| 2 | Tammy Abraham    | 9     | 13    | 0.69  | A. S. Roma         |
| 3 | Yira Sor         | 6     | 6     | 1     | Slavia Praha       |
| = | Ola Solbakken    | 6     | 11    | 0.55  | F. K. Bodø/Glimt   |
| = | Luis Sinisterra  | 6     | 12    | 0.5   | Feyenoord          |
| 6 | Arthur Cabral    | 5     | 6     | 0.83  | F. C. Basilea      |
| = | Gaëtan Laborde   | 5     | 7     | 0.71  | Stade Rennes F. C. |
| = | Amahl Pellegrino | 5     | 11    | 0.45  | F. K. Bodø/Glimt   |
| = | Nicolò Zaniolo   | 5     | 10    | 0.5   | A. S. Roma         |

### Jugadores con tres o más goles en un partido
| Pos. | Jugador        | Goles | Fecha                    | Local             |                       | Resultado |                             | Visitante  | Reporte          |
| ---- | -------------- | ----- | ------------------------ | ----------------- | --------------------- | --------- | --------------------------- | ---------- | ---------------- |
| 1    | Harry Kane     | 3     | 30 de septiembre de 2021 | Tottenham Hotspur | Bandera de Inglaterra | 5 - 1     | Bandera de Eslovenia        | Mura       | Jornada 2        |
| 2    | Gaëtan Laborde | 3     | 25 de noviembre de 2021  | Rennes            | Bandera de Francia    | 3 - 3     | Bandera de los Países Bajos | Vitesse    | Jornada 5        |
| 3    | Nicolò Zaniolo | 3     | 14 de abril de 2022      | Roma              | Bandera de Italia     | 4 - 0     | Bandera de Noruega          | Bodø/Glimt | Cuartos de final |

### Equipo de la Temporada
El panel de Observadores Técnicos de la UEFA eligió a los siguientes jugadores como el Equipo de la Temporada.
| Portero                   | Defensas | Centrocampistas | Delanteros                                                        |
| ------------------------- | --- | --- | ----------------------------------------------------------------- |
| Rui Patricio (A. S. Roma) | Lutsharel Geertruida (Feyenoord de Róterdam) Christopher Smalling (A. S. Roma) Gernot Trauner (Feyenoord de Róterdam) Tyrell Malacia (Feyenoord de Róterdam) | Dimitri Payet (Olympique de Marsella) Kiernan Dewsbury-Hall (Leicester City F. C.) Luis Sinisterra (Feyenoord de Róterdam) | Cyriel Dessers (Feyenoord de Róterdam) Tammy Abraham (A. S. Roma) |

### Rendimiento general
Nota: No contabilizadas las estadísticas en rondas previas.
| Club | Club                 | Pts. | PJ | PG | PE | PP | GF | GC | Dif. | Rend.  |
| ---- | -------------------- | ---- | -- | -- | -- | -- | -- | -- | ---- | ------ |
| 1    | Roma                 | 27   | 13 | 8  | 3  | 2  | 28 | 15 | +13  | 69.23% |
| 2    | Feyenoord            | 28   | 13 | 8  | 4  | 1  | 28 | 16 | +12  | 71.79% |
| 3    | Olympique Marsella   | 19   | 8  | 6  | 1  | 1  | 15 | 7  | +8   | 79.17% |
| 4    | Leicester City       | 14   | 8  | 4  | 2  | 2  | 13 | 7  | +6   | 58.33% |
| 5    | Bodø/Glimt           | 24   | 12 | 7  | 4  | 1  | 25 | 14 | +11  | 66.67% |
| 6    | PAOK                 | 20   | 12 | 6  | 2  | 4  | 14 | 10 | +4   | 55.56% |
| 7    | Slavia Praga         | 18   | 12 | 5  | 3  | 4  | 23 | 20 | +3   | 50%    |
| 8    | PSV                  | 9    | 6  | 2  | 3  | 1  | 11 | 7  | +4   | 50%    |
| 9    | LASK                 | 19   | 8  | 6  | 1  | 1  | 17 | 8  | +9   | 79.17% |
| 10   | Stade Rennes         | 17   | 8  | 5  | 2  | 1  | 15 | 10 | +5   | 70.83% |
| 11   | AZ                   | 17   | 8  | 5  | 2  | 1  | 11 | 6  | +5   | 70.83% |
| 12   | Copenhague           | 16   | 8  | 5  | 1  | 2  | 19 | 13 | +6   | 66.67% |
| 13   | Basilea              | 14   | 8  | 4  | 2  | 2  | 16 | 10 | +6   | 58.33% |
| 14   | Vitesse              | 14   | 10 | 4  | 2  | 4  | 16 | 13 | +2   | 46.67% |
| 15   | Partizan             | 14   | 10 | 4  | 2  | 4  | 12 | 13 | -1   | 46.67% |
| 16   | Gent                 | 13   | 8  | 4  | 1  | 3  | 7  | 5  | +2   | 54.17% |
| 17   | Maccabi Tel Aviv     | 12   | 8  | 3  | 3  | 2  | 12 | 12 | 0    | 50%    |
| 18   | Qarabağ              | 11   | 8  | 3  | 2  | 3  | 11 | 14 | -3   | 45.83% |
| 19   | Randers              | 7    | 8  | 1  | 4  | 3  | 11 | 16 | -5   | 29.17% |
| 20   | Midtjylland          | 3    | 2  | 1  | 0  | 1  | 2  | 2  | 0    | 50%    |
| 21   | Rapid Viena          | 3    | 2  | 1  | 0  | 1  | 2  | 3  | -1   | 50%    |
| 22   | Sparta Praga         | 0    | 2  | 0  | 0  | 2  | 1  | 3  | -2   | 0%     |
| 23   | Fenerbahçe           | 0    | 2  | 0  | 0  | 2  | 4  | 6  | -2   | 0%     |
| 24   | Celtic               | 0    | 2  | 0  | 0  | 2  | 1  | 5  | -4   | 0%     |
| 25   | Slovan Bratislava    | 8    | 6  | 2  | 2  | 2  | 8  | 7  | +1   | 44.44% |
| 26   | Tottenham Hotspur    | 7    | 6  | 2  | 1  | 3  | 11 | 11 | 0    | 38.89% |
| 27   | Unión Berlín         | 7    | 6  | 2  | 1  | 3  | 8  | 9  | -1   | 38.89% |
| 28   | Zoryá Lugansk        | 7    | 6  | 2  | 1  | 3  | 5  | 11 | -6   | 38.89% |
| 29   | Jablonec             | 6    | 6  | 1  | 3  | 2  | 6  | 8  | -2   | 33.33% |
| 30   | Anorthosis Famagusta | 6    | 6  | 1  | 3  | 2  | 6  | 9  | -3   | 33.33% |
| 31   | HJK                  | 6    | 6  | 2  | 0  | 4  | 5  | 15 | -10  | 33.33% |
| 32   | Flora                | 5    | 6  | 1  | 2  | 3  | 5  | 8  | -3   | 27.78% |
| 33   | CFR Cluj             | 4    | 6  | 1  | 1  | 4  | 4  | 7  | -3   | 22.22% |
| 34   | Omonia Nicosia       | 4    | 6  | 0  | 4  | 2  | 5  | 10 | -5   | 22.22% |
| 35   | Maccabi Haifa        | 4    | 6  | 1  | 1  | 4  | 2  | 7  | -5   | 22.22% |
| 36   | Mura                 | 3    | 6  | 1  | 0  | 5  | 5  | 14 | -9   | 16.67% |
| 37   | Kairat               | 2    | 6  | 0  | 2  | 4  | 6  | 11 | -5   | 11.11% |
| 38   | CSKA Sofía           | 1    | 6  | 0  | 1  | 5  | 3  | 13 | -10  | 5.56%  |
| 39   | Alashkert            | 1    | 6  | 0  | 1  | 5  | 4  | 15 | -11  | 5.56%  |
| 40   | Lincoln Red Imps     | 0    | 6  | 0  | 0  | 6  | 2  | 17 | -15  | 0%     |